# Šachy
Šachy neboli šach (z perského šáh, panovník) jsou desková hra pro dva hráče, v dnešní soutěžní podobě zároveň považovaná i za odvětví sportu. Moderní forma vznikla v 15. století v jižní Evropě úpravou perské šachové hry šatrandž, následníka staré indické hry čaturanga. Šachy se hrají na šachovnici, čtvercové desce rozdělené na 8×8 polí střídavě černých a bílých. Na ní má každý hráč na počátku hry celkem šestnáct kamenů, osm pěšců a osm figur pěti druhů: krále, dámu, po dvou věžích, střelcích a jezdcích. Hráči, označovaní jako „bílý“ a „černý“ podle barvy kamenů, kterými hrají, střídavě provádějí tahy, tedy přesuny kamenů po šachovnici. Cílem hry je mat, napadení soupeřova krále, kde král již nemá žádný tah, aby se vyhnul šachu.
Šachy neobsahují prvek náhody, partii rozhodují schopnosti a znalosti hráčů. Během staletí vznikala rozsáhlá šachová teorie, která má dnes charakter vědy. Kompoziční šach rozvíjí umělecký aspekt šachů. Výuka a hraní šachů se doporučuje jako způsob, jak zlepšit kvalitu myšlení a rozvinout příznivé charakterové vlastnosti. Šachy jsou jednou z nejpopulárnějších her světa a hrají je miliony lidí.
Šachové zápasy a turnaje se organizují od počátků této hry a šachový sportovní život se výrazně rozvíjí od poslední čtvrtiny 19. století. První mezinárodní šachový turnaj proběhl v Londýně v roce 1851. První oficiální mistr světa v šachu Wilhelm Steinitz svůj titul vybojoval v roce 1886. Nejvýše hodnoceným hráčem současnosti je norský šachový velmistr Magnus Carlsen, který byl od roku 2013 do dubna 2023 mistrem světa. Současným mistrem světa je Ting Li-žen, který titul získal vítězstvím nad Janem Něpomňaščim poté, co se Magnus Carlsen v roce 2022 rozhodl titul neobhajovat. Nejlepším českým šachistou je od roku 2003 David Navara.
Ve druhé polovině 20. století začaly být v šachu používány počítače; v počátcích jejich vývoje se vytvoření šachového programu považovalo za dobrý test schopnosti počítačů napodobit lidské myšlení. Zpočátku nedokonalé programy se postupně zlepšovaly a roku 1997 vyhrál šachový počítač Deep Blue zápas proti tehdejšímu mistru světa Garrimu Kasparovovi. Počítače v roli sekundantů a rozsáhlé databáze partií a pozic umožnily také zlepšení přípravy šachistů; značné popularitě se těší i hraní šachů po internetu.

## Pravidla hry
| Šachové kameny Zleva pěšec, věž, jezdec, střelec, dáma a král. |                             |               |        |
| kámen                                                          | počet od každé barvy v sadě | česká zkratka | symbol |
| král                                                           | 1                           | K             |        |
| dáma                                                           | 1                           | D             |        |
| věž                                                            | 2                           | V             |        |
| střelec                                                        | 2                           | S             |        |
| jezdec                                                         | 2                           | J             |        |
| pěšec                                                          | 8                           | p             |        |

Šachová pravidla určuje Mezinárodní šachová federace (FIDE), která je naposledy změnila v roce 2023.
Šachovou soupravu tvoří šachovnice a dvě sady kamenů – světlých (nazývaných „bílé“) a tmavých („černé“). Šachovnice je čtvercová deska o velikosti 8×8 polí, střídavě světlých a tmavých (šachovou terminologií „bílých“ a „černých“), která během hry leží mezi hráči na stole tak, že každý má v rohu po své pravé ruce bílé pole.
Obsahuje-li šachovnice označení sloupců (a–h, popř. nahrazené A–H) a řad (1–8) používané při zápisu partie (šachové notaci), je základní (výchozí) postavení bílých figur na 1. a 2. řadě, černých pak na 7. a 8. řadě.
Před začátkem hry (šachové partie) se určí, který z hráčů bude hrát bílými kameny. Tento hráč se označuje jako bílý a jeho soupeř jako černý. Kameny se postaví do výchozího (základního) postavení, ve kterém jich každá strana má 16: krále, dámu, 2 věže, 2 střelce, 2 jezdce a 8 pěšců.
Bílý partii zahájí a poté se hráči v tazích pravidelně střídají, nikdo se svého tahu nemůže vzdát. Tah každého hráče sestává z přesunutí jednoho kamene v souladu s pravidly (výjimkou je rošáda, při které se současně přesune král i věž). Žádným tahem se nesmí kámen přesunout na pole, na kterém již je jiný kámen stejné barvy. Tah na pole s kamenem soupeře se nazývá braní; soupeřův kámen je takovým tahem odstraněn ze šachovnice.
Každý druh kamenů se pohybuje jiným způsobem; všechny s výjimkou jezdce se posouvají přímou čarou (po řadách, sloupcích nebo diagonálách) tak, že nesmějí žádný jiný kámen „přeskočit“.
- Král se pohybuje o jedno pole v libovolném směru, přímo i po diagonále. Druhým způsobem tahu krále je tzv. rošáda: pokud se král a některá z věží ještě nepohnuli, král není v šachu a mezi králem a věží nejsou žádné další kameny, král se přemístí o dvě pole směrem k věži a věž přes krále na pole, které král právě přešel. Všechna mezilehlá pole musejí být volná, král nesmí stát před rošádou v šachu a nesmí přejít přes pole ohrožené soupeřem. Žádným svým tahem se král nesmí dostat na ohrožené pole, tj. na pole, na které by se v příštím tahu mohl přesunout soupeřův kámen a tím krále brát.
- Dáma se pohybuje po sloupcích, řadách nebo diagonálách o libovolný počet polí.
- Věž se pohybuje po řadách a sloupcích o libovolný počet polí.
- Střelec se pohybuje po diagonálách o libovolný počet polí. Jelikož ty mají na šachovnici stejnou barvu, střelec nikdy nezmění barvu pole, na kterém stojí; proto se hovoří o střelci bělopolném nebo černopolném.
- Jezdec se pohybuje skoky ve tvaru písmene L (dvě pole rovně a jedno stranou, respektive jedno rovně a dvě stranou) bez ohledu na to, stojí-li na mezilehlých polích nějaké kameny. Jezdec tak při každém skoku změní barvu pole, na kterém stojí: z bílého pole se dostane vždy na černé a naopak.
- Pěšec se může posunout o jedno pole vpřed, pokud je toto pole neobsazené (ze základního postavení se může posunout i o dvě pole vpřed, pokud jsou obě prázdná). Nebo může brát soupeřův kámen, který je na úhlopříčně sousedícím poli před pěšcem. Pokud pěšec ohrožuje pole, které soupeřův pěšec přeskočil tím, že z úvodní pozice postoupil o dvě pole, pak ho může tento pěšec vzít, jako by soupeř postoupil pouze o jedno pole. Tento tah, nazývaný braní mimochodem (nebo en passant), lze uskutečnit jen bezprostředně poté, co soupeř svým pěšcem takto táhl. Pěšec, který postoupil na poslední pole desky (osmou, resp. první řadu), je ve stejném tahu odstraněn z desky a nahrazen na tomto poli dámou, věží, střelcem nebo jezdcem podle okamžité volby hráče (tzv. proměna). Působnost proměněného kamene je okamžitá, tzn. může například dát šach nebo se účastnit matování. Díky této proměně může mít hráč dvě i více dam.

|   | a | b | c | d | e | f | g | h |   |
| 8 | a8 černý věž · b8 černý jezdec · c8 černý střelec · d8 černý dáma · e8 černý král · f8 černý střelec · g8 černý jezdec · h8 černý věž · a7 černý pěšec · b7 černý pěšec · c7 černý pěšec · d7 černý pěšec · e7 černý pěšec · f7 černý pěšec · g7 černý pěšec · h7 černý pěšec · a2 bílý pěšec · b2 bílý pěšec · c2 bílý pěšec · d2 bílý pěšec · e2 bílý pěšec · f2 bílý pěšec · g2 bílý pěšec · h2 bílý pěšec · a1 bílý věž · b1 bílý jezdec · c1 bílý střelec · d1 bílý dáma · e1 bílý král · f1 bílý střelec · g1 bílý jezdec · h1 bílý věž | a8 černý věž · b8 černý jezdec · c8 černý střelec · d8 černý dáma · e8 černý král · f8 černý střelec · g8 černý jezdec · h8 černý věž · a7 černý pěšec · b7 černý pěšec · c7 černý pěšec · d7 černý pěšec · e7 černý pěšec · f7 černý pěšec · g7 černý pěšec · h7 černý pěšec · a2 bílý pěšec · b2 bílý pěšec · c2 bílý pěšec · d2 bílý pěšec · e2 bílý pěšec · f2 bílý pěšec · g2 bílý pěšec · h2 bílý pěšec · a1 bílý věž · b1 bílý jezdec · c1 bílý střelec · d1 bílý dáma · e1 bílý král · f1 bílý střelec · g1 bílý jezdec · h1 bílý věž | a8 černý věž · b8 černý jezdec · c8 černý střelec · d8 černý dáma · e8 černý král · f8 černý střelec · g8 černý jezdec · h8 černý věž · a7 černý pěšec · b7 černý pěšec · c7 černý pěšec · d7 černý pěšec · e7 černý pěšec · f7 černý pěšec · g7 černý pěšec · h7 černý pěšec · a2 bílý pěšec · b2 bílý pěšec · c2 bílý pěšec · d2 bílý pěšec · e2 bílý pěšec · f2 bílý pěšec · g2 bílý pěšec · h2 bílý pěšec · a1 bílý věž · b1 bílý jezdec · c1 bílý střelec · d1 bílý dáma · e1 bílý král · f1 bílý střelec · g1 bílý jezdec · h1 bílý věž | a8 černý věž · b8 černý jezdec · c8 černý střelec · d8 černý dáma · e8 černý král · f8 černý střelec · g8 černý jezdec · h8 černý věž · a7 černý pěšec · b7 černý pěšec · c7 černý pěšec · d7 černý pěšec · e7 černý pěšec · f7 černý pěšec · g7 černý pěšec · h7 černý pěšec · a2 bílý pěšec · b2 bílý pěšec · c2 bílý pěšec · d2 bílý pěšec · e2 bílý pěšec · f2 bílý pěšec · g2 bílý pěšec · h2 bílý pěšec · a1 bílý věž · b1 bílý jezdec · c1 bílý střelec · d1 bílý dáma · e1 bílý král · f1 bílý střelec · g1 bílý jezdec · h1 bílý věž | a8 černý věž · b8 černý jezdec · c8 černý střelec · d8 černý dáma · e8 černý král · f8 černý střelec · g8 černý jezdec · h8 černý věž · a7 černý pěšec · b7 černý pěšec · c7 černý pěšec · d7 černý pěšec · e7 černý pěšec · f7 černý pěšec · g7 černý pěšec · h7 černý pěšec · a2 bílý pěšec · b2 bílý pěšec · c2 bílý pěšec · d2 bílý pěšec · e2 bílý pěšec · f2 bílý pěšec · g2 bílý pěšec · h2 bílý pěšec · a1 bílý věž · b1 bílý jezdec · c1 bílý střelec · d1 bílý dáma · e1 bílý král · f1 bílý střelec · g1 bílý jezdec · h1 bílý věž | a8 černý věž · b8 černý jezdec · c8 černý střelec · d8 černý dáma · e8 černý král · f8 černý střelec · g8 černý jezdec · h8 černý věž · a7 černý pěšec · b7 černý pěšec · c7 černý pěšec · d7 černý pěšec · e7 černý pěšec · f7 černý pěšec · g7 černý pěšec · h7 černý pěšec · a2 bílý pěšec · b2 bílý pěšec · c2 bílý pěšec · d2 bílý pěšec · e2 bílý pěšec · f2 bílý pěšec · g2 bílý pěšec · h2 bílý pěšec · a1 bílý věž · b1 bílý jezdec · c1 bílý střelec · d1 bílý dáma · e1 bílý král · f1 bílý střelec · g1 bílý jezdec · h1 bílý věž | a8 černý věž · b8 černý jezdec · c8 černý střelec · d8 černý dáma · e8 černý král · f8 černý střelec · g8 černý jezdec · h8 černý věž · a7 černý pěšec · b7 černý pěšec · c7 černý pěšec · d7 černý pěšec · e7 černý pěšec · f7 černý pěšec · g7 černý pěšec · h7 černý pěšec · a2 bílý pěšec · b2 bílý pěšec · c2 bílý pěšec · d2 bílý pěšec · e2 bílý pěšec · f2 bílý pěšec · g2 bílý pěšec · h2 bílý pěšec · a1 bílý věž · b1 bílý jezdec · c1 bílý střelec · d1 bílý dáma · e1 bílý král · f1 bílý střelec · g1 bílý jezdec · h1 bílý věž | a8 černý věž · b8 černý jezdec · c8 černý střelec · d8 černý dáma · e8 černý král · f8 černý střelec · g8 černý jezdec · h8 černý věž · a7 černý pěšec · b7 černý pěšec · c7 černý pěšec · d7 černý pěšec · e7 černý pěšec · f7 černý pěšec · g7 černý pěšec · h7 černý pěšec · a2 bílý pěšec · b2 bílý pěšec · c2 bílý pěšec · d2 bílý pěšec · e2 bílý pěšec · f2 bílý pěšec · g2 bílý pěšec · h2 bílý pěšec · a1 bílý věž · b1 bílý jezdec · c1 bílý střelec · d1 bílý dáma · e1 bílý král · f1 bílý střelec · g1 bílý jezdec · h1 bílý věž | 8 |
| 7 | a8 černý věž · b8 černý jezdec · c8 černý střelec · d8 černý dáma · e8 černý král · f8 černý střelec · g8 černý jezdec · h8 černý věž · a7 černý pěšec · b7 černý pěšec · c7 černý pěšec · d7 černý pěšec · e7 černý pěšec · f7 černý pěšec · g7 černý pěšec · h7 černý pěšec · a2 bílý pěšec · b2 bílý pěšec · c2 bílý pěšec · d2 bílý pěšec · e2 bílý pěšec · f2 bílý pěšec · g2 bílý pěšec · h2 bílý pěšec · a1 bílý věž · b1 bílý jezdec · c1 bílý střelec · d1 bílý dáma · e1 bílý král · f1 bílý střelec · g1 bílý jezdec · h1 bílý věž | a8 černý věž · b8 černý jezdec · c8 černý střelec · d8 černý dáma · e8 černý král · f8 černý střelec · g8 černý jezdec · h8 černý věž · a7 černý pěšec · b7 černý pěšec · c7 černý pěšec · d7 černý pěšec · e7 černý pěšec · f7 černý pěšec · g7 černý pěšec · h7 černý pěšec · a2 bílý pěšec · b2 bílý pěšec · c2 bílý pěšec · d2 bílý pěšec · e2 bílý pěšec · f2 bílý pěšec · g2 bílý pěšec · h2 bílý pěšec · a1 bílý věž · b1 bílý jezdec · c1 bílý střelec · d1 bílý dáma · e1 bílý král · f1 bílý střelec · g1 bílý jezdec · h1 bílý věž | a8 černý věž · b8 černý jezdec · c8 černý střelec · d8 černý dáma · e8 černý král · f8 černý střelec · g8 černý jezdec · h8 černý věž · a7 černý pěšec · b7 černý pěšec · c7 černý pěšec · d7 černý pěšec · e7 černý pěšec · f7 černý pěšec · g7 černý pěšec · h7 černý pěšec · a2 bílý pěšec · b2 bílý pěšec · c2 bílý pěšec · d2 bílý pěšec · e2 bílý pěšec · f2 bílý pěšec · g2 bílý pěšec · h2 bílý pěšec · a1 bílý věž · b1 bílý jezdec · c1 bílý střelec · d1 bílý dáma · e1 bílý král · f1 bílý střelec · g1 bílý jezdec · h1 bílý věž | a8 černý věž · b8 černý jezdec · c8 černý střelec · d8 černý dáma · e8 černý král · f8 černý střelec · g8 černý jezdec · h8 černý věž · a7 černý pěšec · b7 černý pěšec · c7 černý pěšec · d7 černý pěšec · e7 černý pěšec · f7 černý pěšec · g7 černý pěšec · h7 černý pěšec · a2 bílý pěšec · b2 bílý pěšec · c2 bílý pěšec · d2 bílý pěšec · e2 bílý pěšec · f2 bílý pěšec · g2 bílý pěšec · h2 bílý pěšec · a1 bílý věž · b1 bílý jezdec · c1 bílý střelec · d1 bílý dáma · e1 bílý král · f1 bílý střelec · g1 bílý jezdec · h1 bílý věž | a8 černý věž · b8 černý jezdec · c8 černý střelec · d8 černý dáma · e8 černý král · f8 černý střelec · g8 černý jezdec · h8 černý věž · a7 černý pěšec · b7 černý pěšec · c7 černý pěšec · d7 černý pěšec · e7 černý pěšec · f7 černý pěšec · g7 černý pěšec · h7 černý pěšec · a2 bílý pěšec · b2 bílý pěšec · c2 bílý pěšec · d2 bílý pěšec · e2 bílý pěšec · f2 bílý pěšec · g2 bílý pěšec · h2 bílý pěšec · a1 bílý věž · b1 bílý jezdec · c1 bílý střelec · d1 bílý dáma · e1 bílý král · f1 bílý střelec · g1 bílý jezdec · h1 bílý věž | a8 černý věž · b8 černý jezdec · c8 černý střelec · d8 černý dáma · e8 černý král · f8 černý střelec · g8 černý jezdec · h8 černý věž · a7 černý pěšec · b7 černý pěšec · c7 černý pěšec · d7 černý pěšec · e7 černý pěšec · f7 černý pěšec · g7 černý pěšec · h7 černý pěšec · a2 bílý pěšec · b2 bílý pěšec · c2 bílý pěšec · d2 bílý pěšec · e2 bílý pěšec · f2 bílý pěšec · g2 bílý pěšec · h2 bílý pěšec · a1 bílý věž · b1 bílý jezdec · c1 bílý střelec · d1 bílý dáma · e1 bílý král · f1 bílý střelec · g1 bílý jezdec · h1 bílý věž | a8 černý věž · b8 černý jezdec · c8 černý střelec · d8 černý dáma · e8 černý král · f8 černý střelec · g8 černý jezdec · h8 černý věž · a7 černý pěšec · b7 černý pěšec · c7 černý pěšec · d7 černý pěšec · e7 černý pěšec · f7 černý pěšec · g7 černý pěšec · h7 černý pěšec · a2 bílý pěšec · b2 bílý pěšec · c2 bílý pěšec · d2 bílý pěšec · e2 bílý pěšec · f2 bílý pěšec · g2 bílý pěšec · h2 bílý pěšec · a1 bílý věž · b1 bílý jezdec · c1 bílý střelec · d1 bílý dáma · e1 bílý král · f1 bílý střelec · g1 bílý jezdec · h1 bílý věž | a8 černý věž · b8 černý jezdec · c8 černý střelec · d8 černý dáma · e8 černý král · f8 černý střelec · g8 černý jezdec · h8 černý věž · a7 černý pěšec · b7 černý pěšec · c7 černý pěšec · d7 černý pěšec · e7 černý pěšec · f7 černý pěšec · g7 černý pěšec · h7 černý pěšec · a2 bílý pěšec · b2 bílý pěšec · c2 bílý pěšec · d2 bílý pěšec · e2 bílý pěšec · f2 bílý pěšec · g2 bílý pěšec · h2 bílý pěšec · a1 bílý věž · b1 bílý jezdec · c1 bílý střelec · d1 bílý dáma · e1 bílý král · f1 bílý střelec · g1 bílý jezdec · h1 bílý věž | 7 |
| 6 | a8 černý věž · b8 černý jezdec · c8 černý střelec · d8 černý dáma · e8 černý král · f8 černý střelec · g8 černý jezdec · h8 černý věž · a7 černý pěšec · b7 černý pěšec · c7 černý pěšec · d7 černý pěšec · e7 černý pěšec · f7 černý pěšec · g7 černý pěšec · h7 černý pěšec · a2 bílý pěšec · b2 bílý pěšec · c2 bílý pěšec · d2 bílý pěšec · e2 bílý pěšec · f2 bílý pěšec · g2 bílý pěšec · h2 bílý pěšec · a1 bílý věž · b1 bílý jezdec · c1 bílý střelec · d1 bílý dáma · e1 bílý král · f1 bílý střelec · g1 bílý jezdec · h1 bílý věž | a8 černý věž · b8 černý jezdec · c8 černý střelec · d8 černý dáma · e8 černý král · f8 černý střelec · g8 černý jezdec · h8 černý věž · a7 černý pěšec · b7 černý pěšec · c7 černý pěšec · d7 černý pěšec · e7 černý pěšec · f7 černý pěšec · g7 černý pěšec · h7 černý pěšec · a2 bílý pěšec · b2 bílý pěšec · c2 bílý pěšec · d2 bílý pěšec · e2 bílý pěšec · f2 bílý pěšec · g2 bílý pěšec · h2 bílý pěšec · a1 bílý věž · b1 bílý jezdec · c1 bílý střelec · d1 bílý dáma · e1 bílý král · f1 bílý střelec · g1 bílý jezdec · h1 bílý věž | a8 černý věž · b8 černý jezdec · c8 černý střelec · d8 černý dáma · e8 černý král · f8 černý střelec · g8 černý jezdec · h8 černý věž · a7 černý pěšec · b7 černý pěšec · c7 černý pěšec · d7 černý pěšec · e7 černý pěšec · f7 černý pěšec · g7 černý pěšec · h7 černý pěšec · a2 bílý pěšec · b2 bílý pěšec · c2 bílý pěšec · d2 bílý pěšec · e2 bílý pěšec · f2 bílý pěšec · g2 bílý pěšec · h2 bílý pěšec · a1 bílý věž · b1 bílý jezdec · c1 bílý střelec · d1 bílý dáma · e1 bílý král · f1 bílý střelec · g1 bílý jezdec · h1 bílý věž | a8 černý věž · b8 černý jezdec · c8 černý střelec · d8 černý dáma · e8 černý král · f8 černý střelec · g8 černý jezdec · h8 černý věž · a7 černý pěšec · b7 černý pěšec · c7 černý pěšec · d7 černý pěšec · e7 černý pěšec · f7 černý pěšec · g7 černý pěšec · h7 černý pěšec · a2 bílý pěšec · b2 bílý pěšec · c2 bílý pěšec · d2 bílý pěšec · e2 bílý pěšec · f2 bílý pěšec · g2 bílý pěšec · h2 bílý pěšec · a1 bílý věž · b1 bílý jezdec · c1 bílý střelec · d1 bílý dáma · e1 bílý král · f1 bílý střelec · g1 bílý jezdec · h1 bílý věž | a8 černý věž · b8 černý jezdec · c8 černý střelec · d8 černý dáma · e8 černý král · f8 černý střelec · g8 černý jezdec · h8 černý věž · a7 černý pěšec · b7 černý pěšec · c7 černý pěšec · d7 černý pěšec · e7 černý pěšec · f7 černý pěšec · g7 černý pěšec · h7 černý pěšec · a2 bílý pěšec · b2 bílý pěšec · c2 bílý pěšec · d2 bílý pěšec · e2 bílý pěšec · f2 bílý pěšec · g2 bílý pěšec · h2 bílý pěšec · a1 bílý věž · b1 bílý jezdec · c1 bílý střelec · d1 bílý dáma · e1 bílý král · f1 bílý střelec · g1 bílý jezdec · h1 bílý věž | a8 černý věž · b8 černý jezdec · c8 černý střelec · d8 černý dáma · e8 černý král · f8 černý střelec · g8 černý jezdec · h8 černý věž · a7 černý pěšec · b7 černý pěšec · c7 černý pěšec · d7 černý pěšec · e7 černý pěšec · f7 černý pěšec · g7 černý pěšec · h7 černý pěšec · a2 bílý pěšec · b2 bílý pěšec · c2 bílý pěšec · d2 bílý pěšec · e2 bílý pěšec · f2 bílý pěšec · g2 bílý pěšec · h2 bílý pěšec · a1 bílý věž · b1 bílý jezdec · c1 bílý střelec · d1 bílý dáma · e1 bílý král · f1 bílý střelec · g1 bílý jezdec · h1 bílý věž | a8 černý věž · b8 černý jezdec · c8 černý střelec · d8 černý dáma · e8 černý král · f8 černý střelec · g8 černý jezdec · h8 černý věž · a7 černý pěšec · b7 černý pěšec · c7 černý pěšec · d7 černý pěšec · e7 černý pěšec · f7 černý pěšec · g7 černý pěšec · h7 černý pěšec · a2 bílý pěšec · b2 bílý pěšec · c2 bílý pěšec · d2 bílý pěšec · e2 bílý pěšec · f2 bílý pěšec · g2 bílý pěšec · h2 bílý pěšec · a1 bílý věž · b1 bílý jezdec · c1 bílý střelec · d1 bílý dáma · e1 bílý král · f1 bílý střelec · g1 bílý jezdec · h1 bílý věž | a8 černý věž · b8 černý jezdec · c8 černý střelec · d8 černý dáma · e8 černý král · f8 černý střelec · g8 černý jezdec · h8 černý věž · a7 černý pěšec · b7 černý pěšec · c7 černý pěšec · d7 černý pěšec · e7 černý pěšec · f7 černý pěšec · g7 černý pěšec · h7 černý pěšec · a2 bílý pěšec · b2 bílý pěšec · c2 bílý pěšec · d2 bílý pěšec · e2 bílý pěšec · f2 bílý pěšec · g2 bílý pěšec · h2 bílý pěšec · a1 bílý věž · b1 bílý jezdec · c1 bílý střelec · d1 bílý dáma · e1 bílý král · f1 bílý střelec · g1 bílý jezdec · h1 bílý věž | 6 |
| 5 | a8 černý věž · b8 černý jezdec · c8 černý střelec · d8 černý dáma · e8 černý král · f8 černý střelec · g8 černý jezdec · h8 černý věž · a7 černý pěšec · b7 černý pěšec · c7 černý pěšec · d7 černý pěšec · e7 černý pěšec · f7 černý pěšec · g7 černý pěšec · h7 černý pěšec · a2 bílý pěšec · b2 bílý pěšec · c2 bílý pěšec · d2 bílý pěšec · e2 bílý pěšec · f2 bílý pěšec · g2 bílý pěšec · h2 bílý pěšec · a1 bílý věž · b1 bílý jezdec · c1 bílý střelec · d1 bílý dáma · e1 bílý král · f1 bílý střelec · g1 bílý jezdec · h1 bílý věž | a8 černý věž · b8 černý jezdec · c8 černý střelec · d8 černý dáma · e8 černý král · f8 černý střelec · g8 černý jezdec · h8 černý věž · a7 černý pěšec · b7 černý pěšec · c7 černý pěšec · d7 černý pěšec · e7 černý pěšec · f7 černý pěšec · g7 černý pěšec · h7 černý pěšec · a2 bílý pěšec · b2 bílý pěšec · c2 bílý pěšec · d2 bílý pěšec · e2 bílý pěšec · f2 bílý pěšec · g2 bílý pěšec · h2 bílý pěšec · a1 bílý věž · b1 bílý jezdec · c1 bílý střelec · d1 bílý dáma · e1 bílý král · f1 bílý střelec · g1 bílý jezdec · h1 bílý věž | a8 černý věž · b8 černý jezdec · c8 černý střelec · d8 černý dáma · e8 černý král · f8 černý střelec · g8 černý jezdec · h8 černý věž · a7 černý pěšec · b7 černý pěšec · c7 černý pěšec · d7 černý pěšec · e7 černý pěšec · f7 černý pěšec · g7 černý pěšec · h7 černý pěšec · a2 bílý pěšec · b2 bílý pěšec · c2 bílý pěšec · d2 bílý pěšec · e2 bílý pěšec · f2 bílý pěšec · g2 bílý pěšec · h2 bílý pěšec · a1 bílý věž · b1 bílý jezdec · c1 bílý střelec · d1 bílý dáma · e1 bílý král · f1 bílý střelec · g1 bílý jezdec · h1 bílý věž | a8 černý věž · b8 černý jezdec · c8 černý střelec · d8 černý dáma · e8 černý král · f8 černý střelec · g8 černý jezdec · h8 černý věž · a7 černý pěšec · b7 černý pěšec · c7 černý pěšec · d7 černý pěšec · e7 černý pěšec · f7 černý pěšec · g7 černý pěšec · h7 černý pěšec · a2 bílý pěšec · b2 bílý pěšec · c2 bílý pěšec · d2 bílý pěšec · e2 bílý pěšec · f2 bílý pěšec · g2 bílý pěšec · h2 bílý pěšec · a1 bílý věž · b1 bílý jezdec · c1 bílý střelec · d1 bílý dáma · e1 bílý král · f1 bílý střelec · g1 bílý jezdec · h1 bílý věž | a8 černý věž · b8 černý jezdec · c8 černý střelec · d8 černý dáma · e8 černý král · f8 černý střelec · g8 černý jezdec · h8 černý věž · a7 černý pěšec · b7 černý pěšec · c7 černý pěšec · d7 černý pěšec · e7 černý pěšec · f7 černý pěšec · g7 černý pěšec · h7 černý pěšec · a2 bílý pěšec · b2 bílý pěšec · c2 bílý pěšec · d2 bílý pěšec · e2 bílý pěšec · f2 bílý pěšec · g2 bílý pěšec · h2 bílý pěšec · a1 bílý věž · b1 bílý jezdec · c1 bílý střelec · d1 bílý dáma · e1 bílý král · f1 bílý střelec · g1 bílý jezdec · h1 bílý věž | a8 černý věž · b8 černý jezdec · c8 černý střelec · d8 černý dáma · e8 černý král · f8 černý střelec · g8 černý jezdec · h8 černý věž · a7 černý pěšec · b7 černý pěšec · c7 černý pěšec · d7 černý pěšec · e7 černý pěšec · f7 černý pěšec · g7 černý pěšec · h7 černý pěšec · a2 bílý pěšec · b2 bílý pěšec · c2 bílý pěšec · d2 bílý pěšec · e2 bílý pěšec · f2 bílý pěšec · g2 bílý pěšec · h2 bílý pěšec · a1 bílý věž · b1 bílý jezdec · c1 bílý střelec · d1 bílý dáma · e1 bílý král · f1 bílý střelec · g1 bílý jezdec · h1 bílý věž | a8 černý věž · b8 černý jezdec · c8 černý střelec · d8 černý dáma · e8 černý král · f8 černý střelec · g8 černý jezdec · h8 černý věž · a7 černý pěšec · b7 černý pěšec · c7 černý pěšec · d7 černý pěšec · e7 černý pěšec · f7 černý pěšec · g7 černý pěšec · h7 černý pěšec · a2 bílý pěšec · b2 bílý pěšec · c2 bílý pěšec · d2 bílý pěšec · e2 bílý pěšec · f2 bílý pěšec · g2 bílý pěšec · h2 bílý pěšec · a1 bílý věž · b1 bílý jezdec · c1 bílý střelec · d1 bílý dáma · e1 bílý král · f1 bílý střelec · g1 bílý jezdec · h1 bílý věž | a8 černý věž · b8 černý jezdec · c8 černý střelec · d8 černý dáma · e8 černý král · f8 černý střelec · g8 černý jezdec · h8 černý věž · a7 černý pěšec · b7 černý pěšec · c7 černý pěšec · d7 černý pěšec · e7 černý pěšec · f7 černý pěšec · g7 černý pěšec · h7 černý pěšec · a2 bílý pěšec · b2 bílý pěšec · c2 bílý pěšec · d2 bílý pěšec · e2 bílý pěšec · f2 bílý pěšec · g2 bílý pěšec · h2 bílý pěšec · a1 bílý věž · b1 bílý jezdec · c1 bílý střelec · d1 bílý dáma · e1 bílý král · f1 bílý střelec · g1 bílý jezdec · h1 bílý věž | 5 |
| 4 | a8 černý věž · b8 černý jezdec · c8 černý střelec · d8 černý dáma · e8 černý král · f8 černý střelec · g8 černý jezdec · h8 černý věž · a7 černý pěšec · b7 černý pěšec · c7 černý pěšec · d7 černý pěšec · e7 černý pěšec · f7 černý pěšec · g7 černý pěšec · h7 černý pěšec · a2 bílý pěšec · b2 bílý pěšec · c2 bílý pěšec · d2 bílý pěšec · e2 bílý pěšec · f2 bílý pěšec · g2 bílý pěšec · h2 bílý pěšec · a1 bílý věž · b1 bílý jezdec · c1 bílý střelec · d1 bílý dáma · e1 bílý král · f1 bílý střelec · g1 bílý jezdec · h1 bílý věž | a8 černý věž · b8 černý jezdec · c8 černý střelec · d8 černý dáma · e8 černý král · f8 černý střelec · g8 černý jezdec · h8 černý věž · a7 černý pěšec · b7 černý pěšec · c7 černý pěšec · d7 černý pěšec · e7 černý pěšec · f7 černý pěšec · g7 černý pěšec · h7 černý pěšec · a2 bílý pěšec · b2 bílý pěšec · c2 bílý pěšec · d2 bílý pěšec · e2 bílý pěšec · f2 bílý pěšec · g2 bílý pěšec · h2 bílý pěšec · a1 bílý věž · b1 bílý jezdec · c1 bílý střelec · d1 bílý dáma · e1 bílý král · f1 bílý střelec · g1 bílý jezdec · h1 bílý věž | a8 černý věž · b8 černý jezdec · c8 černý střelec · d8 černý dáma · e8 černý král · f8 černý střelec · g8 černý jezdec · h8 černý věž · a7 černý pěšec · b7 černý pěšec · c7 černý pěšec · d7 černý pěšec · e7 černý pěšec · f7 černý pěšec · g7 černý pěšec · h7 černý pěšec · a2 bílý pěšec · b2 bílý pěšec · c2 bílý pěšec · d2 bílý pěšec · e2 bílý pěšec · f2 bílý pěšec · g2 bílý pěšec · h2 bílý pěšec · a1 bílý věž · b1 bílý jezdec · c1 bílý střelec · d1 bílý dáma · e1 bílý král · f1 bílý střelec · g1 bílý jezdec · h1 bílý věž | a8 černý věž · b8 černý jezdec · c8 černý střelec · d8 černý dáma · e8 černý král · f8 černý střelec · g8 černý jezdec · h8 černý věž · a7 černý pěšec · b7 černý pěšec · c7 černý pěšec · d7 černý pěšec · e7 černý pěšec · f7 černý pěšec · g7 černý pěšec · h7 černý pěšec · a2 bílý pěšec · b2 bílý pěšec · c2 bílý pěšec · d2 bílý pěšec · e2 bílý pěšec · f2 bílý pěšec · g2 bílý pěšec · h2 bílý pěšec · a1 bílý věž · b1 bílý jezdec · c1 bílý střelec · d1 bílý dáma · e1 bílý král · f1 bílý střelec · g1 bílý jezdec · h1 bílý věž | a8 černý věž · b8 černý jezdec · c8 černý střelec · d8 černý dáma · e8 černý král · f8 černý střelec · g8 černý jezdec · h8 černý věž · a7 černý pěšec · b7 černý pěšec · c7 černý pěšec · d7 černý pěšec · e7 černý pěšec · f7 černý pěšec · g7 černý pěšec · h7 černý pěšec · a2 bílý pěšec · b2 bílý pěšec · c2 bílý pěšec · d2 bílý pěšec · e2 bílý pěšec · f2 bílý pěšec · g2 bílý pěšec · h2 bílý pěšec · a1 bílý věž · b1 bílý jezdec · c1 bílý střelec · d1 bílý dáma · e1 bílý král · f1 bílý střelec · g1 bílý jezdec · h1 bílý věž | a8 černý věž · b8 černý jezdec · c8 černý střelec · d8 černý dáma · e8 černý král · f8 černý střelec · g8 černý jezdec · h8 černý věž · a7 černý pěšec · b7 černý pěšec · c7 černý pěšec · d7 černý pěšec · e7 černý pěšec · f7 černý pěšec · g7 černý pěšec · h7 černý pěšec · a2 bílý pěšec · b2 bílý pěšec · c2 bílý pěšec · d2 bílý pěšec · e2 bílý pěšec · f2 bílý pěšec · g2 bílý pěšec · h2 bílý pěšec · a1 bílý věž · b1 bílý jezdec · c1 bílý střelec · d1 bílý dáma · e1 bílý král · f1 bílý střelec · g1 bílý jezdec · h1 bílý věž | a8 černý věž · b8 černý jezdec · c8 černý střelec · d8 černý dáma · e8 černý král · f8 černý střelec · g8 černý jezdec · h8 černý věž · a7 černý pěšec · b7 černý pěšec · c7 černý pěšec · d7 černý pěšec · e7 černý pěšec · f7 černý pěšec · g7 černý pěšec · h7 černý pěšec · a2 bílý pěšec · b2 bílý pěšec · c2 bílý pěšec · d2 bílý pěšec · e2 bílý pěšec · f2 bílý pěšec · g2 bílý pěšec · h2 bílý pěšec · a1 bílý věž · b1 bílý jezdec · c1 bílý střelec · d1 bílý dáma · e1 bílý král · f1 bílý střelec · g1 bílý jezdec · h1 bílý věž | a8 černý věž · b8 černý jezdec · c8 černý střelec · d8 černý dáma · e8 černý král · f8 černý střelec · g8 černý jezdec · h8 černý věž · a7 černý pěšec · b7 černý pěšec · c7 černý pěšec · d7 černý pěšec · e7 černý pěšec · f7 černý pěšec · g7 černý pěšec · h7 černý pěšec · a2 bílý pěšec · b2 bílý pěšec · c2 bílý pěšec · d2 bílý pěšec · e2 bílý pěšec · f2 bílý pěšec · g2 bílý pěšec · h2 bílý pěšec · a1 bílý věž · b1 bílý jezdec · c1 bílý střelec · d1 bílý dáma · e1 bílý král · f1 bílý střelec · g1 bílý jezdec · h1 bílý věž | 4 |
| 3 | a8 černý věž · b8 černý jezdec · c8 černý střelec · d8 černý dáma · e8 černý král · f8 černý střelec · g8 černý jezdec · h8 černý věž · a7 černý pěšec · b7 černý pěšec · c7 černý pěšec · d7 černý pěšec · e7 černý pěšec · f7 černý pěšec · g7 černý pěšec · h7 černý pěšec · a2 bílý pěšec · b2 bílý pěšec · c2 bílý pěšec · d2 bílý pěšec · e2 bílý pěšec · f2 bílý pěšec · g2 bílý pěšec · h2 bílý pěšec · a1 bílý věž · b1 bílý jezdec · c1 bílý střelec · d1 bílý dáma · e1 bílý král · f1 bílý střelec · g1 bílý jezdec · h1 bílý věž | a8 černý věž · b8 černý jezdec · c8 černý střelec · d8 černý dáma · e8 černý král · f8 černý střelec · g8 černý jezdec · h8 černý věž · a7 černý pěšec · b7 černý pěšec · c7 černý pěšec · d7 černý pěšec · e7 černý pěšec · f7 černý pěšec · g7 černý pěšec · h7 černý pěšec · a2 bílý pěšec · b2 bílý pěšec · c2 bílý pěšec · d2 bílý pěšec · e2 bílý pěšec · f2 bílý pěšec · g2 bílý pěšec · h2 bílý pěšec · a1 bílý věž · b1 bílý jezdec · c1 bílý střelec · d1 bílý dáma · e1 bílý král · f1 bílý střelec · g1 bílý jezdec · h1 bílý věž | a8 černý věž · b8 černý jezdec · c8 černý střelec · d8 černý dáma · e8 černý král · f8 černý střelec · g8 černý jezdec · h8 černý věž · a7 černý pěšec · b7 černý pěšec · c7 černý pěšec · d7 černý pěšec · e7 černý pěšec · f7 černý pěšec · g7 černý pěšec · h7 černý pěšec · a2 bílý pěšec · b2 bílý pěšec · c2 bílý pěšec · d2 bílý pěšec · e2 bílý pěšec · f2 bílý pěšec · g2 bílý pěšec · h2 bílý pěšec · a1 bílý věž · b1 bílý jezdec · c1 bílý střelec · d1 bílý dáma · e1 bílý král · f1 bílý střelec · g1 bílý jezdec · h1 bílý věž | a8 černý věž · b8 černý jezdec · c8 černý střelec · d8 černý dáma · e8 černý král · f8 černý střelec · g8 černý jezdec · h8 černý věž · a7 černý pěšec · b7 černý pěšec · c7 černý pěšec · d7 černý pěšec · e7 černý pěšec · f7 černý pěšec · g7 černý pěšec · h7 černý pěšec · a2 bílý pěšec · b2 bílý pěšec · c2 bílý pěšec · d2 bílý pěšec · e2 bílý pěšec · f2 bílý pěšec · g2 bílý pěšec · h2 bílý pěšec · a1 bílý věž · b1 bílý jezdec · c1 bílý střelec · d1 bílý dáma · e1 bílý král · f1 bílý střelec · g1 bílý jezdec · h1 bílý věž | a8 černý věž · b8 černý jezdec · c8 černý střelec · d8 černý dáma · e8 černý král · f8 černý střelec · g8 černý jezdec · h8 černý věž · a7 černý pěšec · b7 černý pěšec · c7 černý pěšec · d7 černý pěšec · e7 černý pěšec · f7 černý pěšec · g7 černý pěšec · h7 černý pěšec · a2 bílý pěšec · b2 bílý pěšec · c2 bílý pěšec · d2 bílý pěšec · e2 bílý pěšec · f2 bílý pěšec · g2 bílý pěšec · h2 bílý pěšec · a1 bílý věž · b1 bílý jezdec · c1 bílý střelec · d1 bílý dáma · e1 bílý král · f1 bílý střelec · g1 bílý jezdec · h1 bílý věž | a8 černý věž · b8 černý jezdec · c8 černý střelec · d8 černý dáma · e8 černý král · f8 černý střelec · g8 černý jezdec · h8 černý věž · a7 černý pěšec · b7 černý pěšec · c7 černý pěšec · d7 černý pěšec · e7 černý pěšec · f7 černý pěšec · g7 černý pěšec · h7 černý pěšec · a2 bílý pěšec · b2 bílý pěšec · c2 bílý pěšec · d2 bílý pěšec · e2 bílý pěšec · f2 bílý pěšec · g2 bílý pěšec · h2 bílý pěšec · a1 bílý věž · b1 bílý jezdec · c1 bílý střelec · d1 bílý dáma · e1 bílý král · f1 bílý střelec · g1 bílý jezdec · h1 bílý věž | a8 černý věž · b8 černý jezdec · c8 černý střelec · d8 černý dáma · e8 černý král · f8 černý střelec · g8 černý jezdec · h8 černý věž · a7 černý pěšec · b7 černý pěšec · c7 černý pěšec · d7 černý pěšec · e7 černý pěšec · f7 černý pěšec · g7 černý pěšec · h7 černý pěšec · a2 bílý pěšec · b2 bílý pěšec · c2 bílý pěšec · d2 bílý pěšec · e2 bílý pěšec · f2 bílý pěšec · g2 bílý pěšec · h2 bílý pěšec · a1 bílý věž · b1 bílý jezdec · c1 bílý střelec · d1 bílý dáma · e1 bílý král · f1 bílý střelec · g1 bílý jezdec · h1 bílý věž | a8 černý věž · b8 černý jezdec · c8 černý střelec · d8 černý dáma · e8 černý král · f8 černý střelec · g8 černý jezdec · h8 černý věž · a7 černý pěšec · b7 černý pěšec · c7 černý pěšec · d7 černý pěšec · e7 černý pěšec · f7 černý pěšec · g7 černý pěšec · h7 černý pěšec · a2 bílý pěšec · b2 bílý pěšec · c2 bílý pěšec · d2 bílý pěšec · e2 bílý pěšec · f2 bílý pěšec · g2 bílý pěšec · h2 bílý pěšec · a1 bílý věž · b1 bílý jezdec · c1 bílý střelec · d1 bílý dáma · e1 bílý král · f1 bílý střelec · g1 bílý jezdec · h1 bílý věž | 3 |
| 2 | a8 černý věž · b8 černý jezdec · c8 černý střelec · d8 černý dáma · e8 černý král · f8 černý střelec · g8 černý jezdec · h8 černý věž · a7 černý pěšec · b7 černý pěšec · c7 černý pěšec · d7 černý pěšec · e7 černý pěšec · f7 černý pěšec · g7 černý pěšec · h7 černý pěšec · a2 bílý pěšec · b2 bílý pěšec · c2 bílý pěšec · d2 bílý pěšec · e2 bílý pěšec · f2 bílý pěšec · g2 bílý pěšec · h2 bílý pěšec · a1 bílý věž · b1 bílý jezdec · c1 bílý střelec · d1 bílý dáma · e1 bílý král · f1 bílý střelec · g1 bílý jezdec · h1 bílý věž | a8 černý věž · b8 černý jezdec · c8 černý střelec · d8 černý dáma · e8 černý král · f8 černý střelec · g8 černý jezdec · h8 černý věž · a7 černý pěšec · b7 černý pěšec · c7 černý pěšec · d7 černý pěšec · e7 černý pěšec · f7 černý pěšec · g7 černý pěšec · h7 černý pěšec · a2 bílý pěšec · b2 bílý pěšec · c2 bílý pěšec · d2 bílý pěšec · e2 bílý pěšec · f2 bílý pěšec · g2 bílý pěšec · h2 bílý pěšec · a1 bílý věž · b1 bílý jezdec · c1 bílý střelec · d1 bílý dáma · e1 bílý král · f1 bílý střelec · g1 bílý jezdec · h1 bílý věž | a8 černý věž · b8 černý jezdec · c8 černý střelec · d8 černý dáma · e8 černý král · f8 černý střelec · g8 černý jezdec · h8 černý věž · a7 černý pěšec · b7 černý pěšec · c7 černý pěšec · d7 černý pěšec · e7 černý pěšec · f7 černý pěšec · g7 černý pěšec · h7 černý pěšec · a2 bílý pěšec · b2 bílý pěšec · c2 bílý pěšec · d2 bílý pěšec · e2 bílý pěšec · f2 bílý pěšec · g2 bílý pěšec · h2 bílý pěšec · a1 bílý věž · b1 bílý jezdec · c1 bílý střelec · d1 bílý dáma · e1 bílý král · f1 bílý střelec · g1 bílý jezdec · h1 bílý věž | a8 černý věž · b8 černý jezdec · c8 černý střelec · d8 černý dáma · e8 černý král · f8 černý střelec · g8 černý jezdec · h8 černý věž · a7 černý pěšec · b7 černý pěšec · c7 černý pěšec · d7 černý pěšec · e7 černý pěšec · f7 černý pěšec · g7 černý pěšec · h7 černý pěšec · a2 bílý pěšec · b2 bílý pěšec · c2 bílý pěšec · d2 bílý pěšec · e2 bílý pěšec · f2 bílý pěšec · g2 bílý pěšec · h2 bílý pěšec · a1 bílý věž · b1 bílý jezdec · c1 bílý střelec · d1 bílý dáma · e1 bílý král · f1 bílý střelec · g1 bílý jezdec · h1 bílý věž | a8 černý věž · b8 černý jezdec · c8 černý střelec · d8 černý dáma · e8 černý král · f8 černý střelec · g8 černý jezdec · h8 černý věž · a7 černý pěšec · b7 černý pěšec · c7 černý pěšec · d7 černý pěšec · e7 černý pěšec · f7 černý pěšec · g7 černý pěšec · h7 černý pěšec · a2 bílý pěšec · b2 bílý pěšec · c2 bílý pěšec · d2 bílý pěšec · e2 bílý pěšec · f2 bílý pěšec · g2 bílý pěšec · h2 bílý pěšec · a1 bílý věž · b1 bílý jezdec · c1 bílý střelec · d1 bílý dáma · e1 bílý král · f1 bílý střelec · g1 bílý jezdec · h1 bílý věž | a8 černý věž · b8 černý jezdec · c8 černý střelec · d8 černý dáma · e8 černý král · f8 černý střelec · g8 černý jezdec · h8 černý věž · a7 černý pěšec · b7 černý pěšec · c7 černý pěšec · d7 černý pěšec · e7 černý pěšec · f7 černý pěšec · g7 černý pěšec · h7 černý pěšec · a2 bílý pěšec · b2 bílý pěšec · c2 bílý pěšec · d2 bílý pěšec · e2 bílý pěšec · f2 bílý pěšec · g2 bílý pěšec · h2 bílý pěšec · a1 bílý věž · b1 bílý jezdec · c1 bílý střelec · d1 bílý dáma · e1 bílý král · f1 bílý střelec · g1 bílý jezdec · h1 bílý věž | a8 černý věž · b8 černý jezdec · c8 černý střelec · d8 černý dáma · e8 černý král · f8 černý střelec · g8 černý jezdec · h8 černý věž · a7 černý pěšec · b7 černý pěšec · c7 černý pěšec · d7 černý pěšec · e7 černý pěšec · f7 černý pěšec · g7 černý pěšec · h7 černý pěšec · a2 bílý pěšec · b2 bílý pěšec · c2 bílý pěšec · d2 bílý pěšec · e2 bílý pěšec · f2 bílý pěšec · g2 bílý pěšec · h2 bílý pěšec · a1 bílý věž · b1 bílý jezdec · c1 bílý střelec · d1 bílý dáma · e1 bílý král · f1 bílý střelec · g1 bílý jezdec · h1 bílý věž | a8 černý věž · b8 černý jezdec · c8 černý střelec · d8 černý dáma · e8 černý král · f8 černý střelec · g8 černý jezdec · h8 černý věž · a7 černý pěšec · b7 černý pěšec · c7 černý pěšec · d7 černý pěšec · e7 černý pěšec · f7 černý pěšec · g7 černý pěšec · h7 černý pěšec · a2 bílý pěšec · b2 bílý pěšec · c2 bílý pěšec · d2 bílý pěšec · e2 bílý pěšec · f2 bílý pěšec · g2 bílý pěšec · h2 bílý pěšec · a1 bílý věž · b1 bílý jezdec · c1 bílý střelec · d1 bílý dáma · e1 bílý král · f1 bílý střelec · g1 bílý jezdec · h1 bílý věž | 2 |
| 1 | a8 černý věž · b8 černý jezdec · c8 černý střelec · d8 černý dáma · e8 černý král · f8 černý střelec · g8 černý jezdec · h8 černý věž · a7 černý pěšec · b7 černý pěšec · c7 černý pěšec · d7 černý pěšec · e7 černý pěšec · f7 černý pěšec · g7 černý pěšec · h7 černý pěšec · a2 bílý pěšec · b2 bílý pěšec · c2 bílý pěšec · d2 bílý pěšec · e2 bílý pěšec · f2 bílý pěšec · g2 bílý pěšec · h2 bílý pěšec · a1 bílý věž · b1 bílý jezdec · c1 bílý střelec · d1 bílý dáma · e1 bílý král · f1 bílý střelec · g1 bílý jezdec · h1 bílý věž | a8 černý věž · b8 černý jezdec · c8 černý střelec · d8 černý dáma · e8 černý král · f8 černý střelec · g8 černý jezdec · h8 černý věž · a7 černý pěšec · b7 černý pěšec · c7 černý pěšec · d7 černý pěšec · e7 černý pěšec · f7 černý pěšec · g7 černý pěšec · h7 černý pěšec · a2 bílý pěšec · b2 bílý pěšec · c2 bílý pěšec · d2 bílý pěšec · e2 bílý pěšec · f2 bílý pěšec · g2 bílý pěšec · h2 bílý pěšec · a1 bílý věž · b1 bílý jezdec · c1 bílý střelec · d1 bílý dáma · e1 bílý král · f1 bílý střelec · g1 bílý jezdec · h1 bílý věž | a8 černý věž · b8 černý jezdec · c8 černý střelec · d8 černý dáma · e8 černý král · f8 černý střelec · g8 černý jezdec · h8 černý věž · a7 černý pěšec · b7 černý pěšec · c7 černý pěšec · d7 černý pěšec · e7 černý pěšec · f7 černý pěšec · g7 černý pěšec · h7 černý pěšec · a2 bílý pěšec · b2 bílý pěšec · c2 bílý pěšec · d2 bílý pěšec · e2 bílý pěšec · f2 bílý pěšec · g2 bílý pěšec · h2 bílý pěšec · a1 bílý věž · b1 bílý jezdec · c1 bílý střelec · d1 bílý dáma · e1 bílý král · f1 bílý střelec · g1 bílý jezdec · h1 bílý věž | a8 černý věž · b8 černý jezdec · c8 černý střelec · d8 černý dáma · e8 černý král · f8 černý střelec · g8 černý jezdec · h8 černý věž · a7 černý pěšec · b7 černý pěšec · c7 černý pěšec · d7 černý pěšec · e7 černý pěšec · f7 černý pěšec · g7 černý pěšec · h7 černý pěšec · a2 bílý pěšec · b2 bílý pěšec · c2 bílý pěšec · d2 bílý pěšec · e2 bílý pěšec · f2 bílý pěšec · g2 bílý pěšec · h2 bílý pěšec · a1 bílý věž · b1 bílý jezdec · c1 bílý střelec · d1 bílý dáma · e1 bílý král · f1 bílý střelec · g1 bílý jezdec · h1 bílý věž | a8 černý věž · b8 černý jezdec · c8 černý střelec · d8 černý dáma · e8 černý král · f8 černý střelec · g8 černý jezdec · h8 černý věž · a7 černý pěšec · b7 černý pěšec · c7 černý pěšec · d7 černý pěšec · e7 černý pěšec · f7 černý pěšec · g7 černý pěšec · h7 černý pěšec · a2 bílý pěšec · b2 bílý pěšec · c2 bílý pěšec · d2 bílý pěšec · e2 bílý pěšec · f2 bílý pěšec · g2 bílý pěšec · h2 bílý pěšec · a1 bílý věž · b1 bílý jezdec · c1 bílý střelec · d1 bílý dáma · e1 bílý král · f1 bílý střelec · g1 bílý jezdec · h1 bílý věž | a8 černý věž · b8 černý jezdec · c8 černý střelec · d8 černý dáma · e8 černý král · f8 černý střelec · g8 černý jezdec · h8 černý věž · a7 černý pěšec · b7 černý pěšec · c7 černý pěšec · d7 černý pěšec · e7 černý pěšec · f7 černý pěšec · g7 černý pěšec · h7 černý pěšec · a2 bílý pěšec · b2 bílý pěšec · c2 bílý pěšec · d2 bílý pěšec · e2 bílý pěšec · f2 bílý pěšec · g2 bílý pěšec · h2 bílý pěšec · a1 bílý věž · b1 bílý jezdec · c1 bílý střelec · d1 bílý dáma · e1 bílý král · f1 bílý střelec · g1 bílý jezdec · h1 bílý věž | a8 černý věž · b8 černý jezdec · c8 černý střelec · d8 černý dáma · e8 černý král · f8 černý střelec · g8 černý jezdec · h8 černý věž · a7 černý pěšec · b7 černý pěšec · c7 černý pěšec · d7 černý pěšec · e7 černý pěšec · f7 černý pěšec · g7 černý pěšec · h7 černý pěšec · a2 bílý pěšec · b2 bílý pěšec · c2 bílý pěšec · d2 bílý pěšec · e2 bílý pěšec · f2 bílý pěšec · g2 bílý pěšec · h2 bílý pěšec · a1 bílý věž · b1 bílý jezdec · c1 bílý střelec · d1 bílý dáma · e1 bílý král · f1 bílý střelec · g1 bílý jezdec · h1 bílý věž | a8 černý věž · b8 černý jezdec · c8 černý střelec · d8 černý dáma · e8 černý král · f8 černý střelec · g8 černý jezdec · h8 černý věž · a7 černý pěšec · b7 černý pěšec · c7 černý pěšec · d7 černý pěšec · e7 černý pěšec · f7 černý pěšec · g7 černý pěšec · h7 černý pěšec · a2 bílý pěšec · b2 bílý pěšec · c2 bílý pěšec · d2 bílý pěšec · e2 bílý pěšec · f2 bílý pěšec · g2 bílý pěšec · h2 bílý pěšec · a1 bílý věž · b1 bílý jezdec · c1 bílý střelec · d1 bílý dáma · e1 bílý král · f1 bílý střelec · g1 bílý jezdec · h1 bílý věž | 1 |
|   | a | b | c | d | e | f | g | h |   |

Králové, dámy, věže, střelci a jezdci se označují slovem figury. Pojmem těžké figury se rozumí dámy a věže, zatímco jezdci a střelci se nazývají lehké figury.
Pokud hráč nějakým tahem napadne soupeřova krále, tzn. táhne tak, že by příštím tahem mohl krále brát, říkáme, že soupeřovi dal šach. Pokud taková situace nastane, soupeř je povinen hrát tak, aby tuto hrozbu odvrátil. Pokud však neexistuje žádný takový tah, který by hrozbu braní krále odvrátil, znamená to mat, konec hry, vítězství hráče, který takto soupeřova krále napadl. Hra končí vítězstvím také v případě, že se druhý hráč vzdá. Nerozhodný výsledek, remíza, může nastat dohodou hráčů (jeden remízu nabídne a druhý ji přijme) a dále v situaci patu (hráč není v šachu, ale nemá k dispozici žádný dovolený tah), trojím opakováním stejné pozice, redukcí počtu kamenů tak, že zbylými kameny už nelze dosáhnout matu, a konečně jestliže oba hráči provedli 50 po sobě následujících tahů, aniž by přitom sebrali kámen soupeře nebo táhli pěšcem.
Oficiální pravidla schvaluje a vydává Mezinárodní šachová federace (FIDE). Aktualizována bývají především o soutěžní, etická a organizační pravidla. Ustálená pravidla samotné hry potřebují zpřesňování formulací již jen málo.

## Soutěžní pravidla a terminologie
V soutěžním šachu je hra limitována časem, pro jehož měření se používají šachové hodiny. Ty každému z hráčů měří čas samostatně v době, kdy je na tahu a přemýšlí. Hráč, který překročil stanovený čas, partii prohrává, pokud soupeř v té době ještě čas nepřekročil a má na šachovnici dostatek sil umožňujících dát soupeři mat při nejhorší možné soupeřově hře. Časy na soutěžní partii obvykle bývají v řádu hodin, existují však i rychlé varianty šachu: rapid šach (10 až 60 minut na partii pro jednoho hráče) a bleskový šach (méně než 10 minut na partii pro jednoho hráče, typicky 5 minut). Před 1. červencem 2014 se rapid šach hrál 15 až 60 minut, bleskový šach méně než 15 minut pro jednoho hráče.

## Samostatná odvětví šachu
Korespondenční šach, který se hraje na dálku za pomoci internetových serverů, e-mailu, v dnešní době již minimálně prostřednictvím pošty či telegrafu. Hráčům se přiděluje na tah čas v řádu dní, mohou používat literaturu, počítač i rady přátel.
Kompoziční šach (též umělecký šach, problémový šach či skladebný šach) spočívá v tvorbě šachových kompozic (též šachových problémů či skladeb), což jsou uměle vytvořené pozice, k nimž patří určité zadání (např. „bílý táhne a dá mat ve třech tazích“). Skládání šachových problémů je považováno za umění, které se řídí řadou pravidel. V některých úlohách se vyskytují atypické figury, případně nestandardní zadání nebo nestandardní doplňková pravidla apod. Takové úlohy jsou souhrnně označovány jako exošach (dříve též „pohádkový šach“). Kompoziční šach je zároveň i sportovním odvětvím, soutěžit lze jak ve skládání úloh, tak i v jejich řešení.

## Nestandardní varianty hry
Existuje celá řada šachu podobných her s odlišnými pravidly, takzvané šachové varianty. Některé jsou hrány na standardní šachovnici se standardními kameny (například Fischerovy šachy, u nichž je počáteční postavení figur určeno náhodně před každou partií, ale ostatní pravidla jsou zachována), mohou se však měnit počty kamenů nebo soupeři nemají stejný počet kamenů, případně se mění některá pravidla. Další varianty používají alternativní figury, hrací desky nestandardní velikosti (včetně neomezené), případně i tvaru (válcová, kruhová). Existují dokonce varianty používající hrací desku s poli tří barev kosočtverečného nebo šestiúhelníkového tvaru.

## Dějiny

### Předchůdci

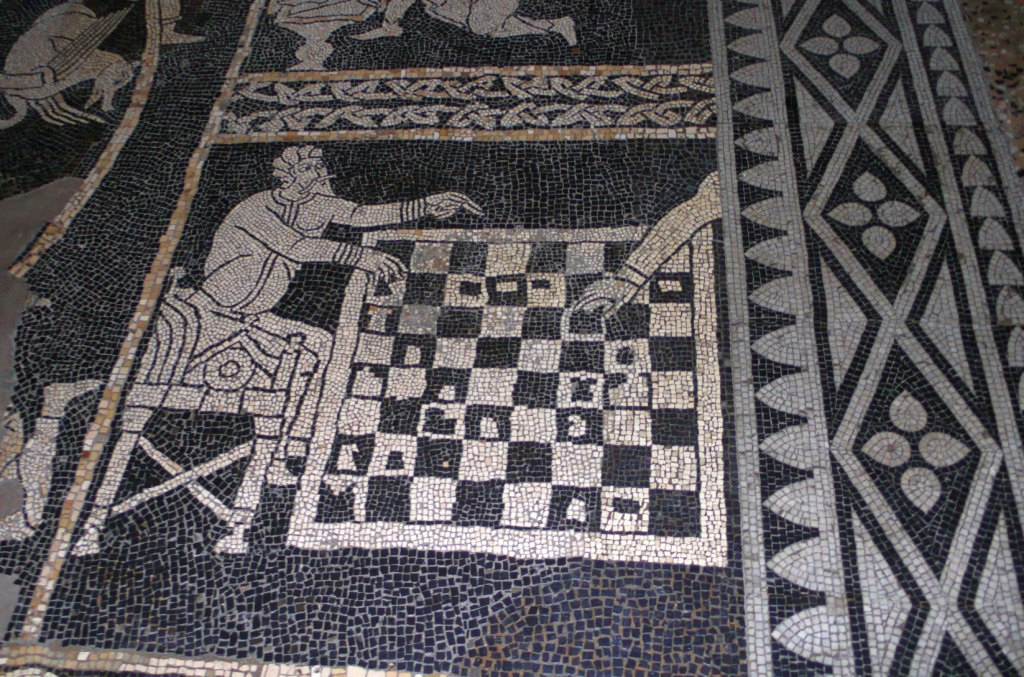
Šachy. Mozaika z 11. století v dómu v Piacenze

Za kolébku šachů se prohlašuje několik různých zemí. V současnosti se prapůvod šachové hry nejčastěji klade do Guptovské říše v Indii, protože arabské, perské i turecké označení šachů je odvozeno ze sanskrtského čaturanga, tj. „čtyři součásti vojska,“ pěchota, jízda, sloni a válečné vozy, předobrazy dnešních šachových pěšců, jezdců, střelců a věží.
V Persii se hra nejdříve jmenovala čatrang. V průběhu času se vyvíjela, hráči například začali hlásit "Šach!" (z perského "král") a "Šach Mat!" ("král je bezmocný") – odtud české označení šachy a ruské šachmaty. Pod vlivem Arabů byla hra přejmenována na šatrandž (arabština neměla zvuky pro č a ng). První perská zmínka o hře se objevuje kolem roku 600 n. l. Za nejstarší doložené šachové figurky jsou pokládány perské ze 7. století, starší nálezy, přestože jsou označovány jako šachové figury, jsou považovány za součást jiných her. Například roku 2002 byla v Albánii objevena "šachová figurka" ze slonoviny ze 6. století. Poté, co Persie byla v polovině sedmého století dobyta muslimy, rozšířil se šatrandž do celého muslimského světa.
Kolem roku 800 se hra dostala do Číny a je tam s pozměněnými pravidly hrána pod názvem siang-čchi (též „čínské šachy“).
Do Evropy se počínaje devátým stoletím hra začala dostávat z jihu přes muslimské země, nezávisle se dostala z východu do Ruska. Kolem roku 1000 již byla v Evropě všeobecně známa. Nejstarší evropský šachový text, latinská báseň Versus de scachis, je datována kolem roku 997 (šatrandži se tehdy říkalo také šachy – pozdější změna pravidel na moderní šachy neznamenala změnu jména). Někdy v téže době také vznikla dnešní šachovnice, tedy zvyk zabarvovat pole hrací desky střídavě tmavou a světlou barvou. Na Pyrenejském poloostrově, kam hru přinesli Maurové v desátém století, vznikl ve 13. století pod vládou Alfonse X. Moudrého slavný rukopis Libro de los juegos (Kniha her), který vedle vrhcábů a kostek popisuje i šatrandž.
Ve své knize The Genealogy of Chess vyslovil David H. Li hypotézu, která klade vznik šachu do Číny 3. stol. př. n. l. a tvrdí, že západní šach se vyvinul ze siang-čchi nebo nějakého předchůdce této hry. Německý šachový historik Peter Banaschak však tuto hypotézu zpochybnil. Liovu knihu označil za čtivou, avšak rozhodně ne vědeckou. Mimo jiné proto, že Li neuvádí žádný ověřitelný zdroj pro své tvrzení, cituje prameny, které jsou podle něj samotného ztraceny a podobně. Podle Banaschaka proto sbírka Xuanguai lu, jejímž autorem je ministr dynastie Tang Niu Sengru (779–847), zůstává prvním reálným zdrojem informací o siang-čchi, čínské variantě šachu.

### Počátky moderní hry (1450–1850)
Některé kameny v šatrandži měly mnohem omezenější možnosti pohybu než mají jejich moderní nástupci. Alfil, předchůdce střelce, skákal pouze o dvě pole po diagonále (ne méně), ale mohl přeskakovat jiné kameny podobně jako jezdec, a předchůdce dámy vezír se pohyboval jen o jedno pole diagonálně. Pěšci neměli právo dvojkroku z výchozího postavení a na poslední řadě se směli proměnit pouze ve vezíry, tedy velice slabé figury. Byly i jiné odlišnosti, například neexistovala rošáda.
Kolem roku 1200 se tato pravidla v Itálii a Španělsku začala měnit, až kolem roku 1475 po několika velkých změnách hra dostala v zásadě tu podobu, v jaké je známá dnes. Nejnápadnější změnou byla podstatně zvýšená bojová schopnost dámy, královny, a proto se tehdy našemu šachu říkalo na odlišení od šatrandže „královniny šachy“ nebo „šach šílené královny“. Nová pravidla se rychle rozšířila po celém Západě. V zásadě se už shodovala s dnešními pravidly vyjma některých ustanovení o konci hry a patu, která se lišila od místa k místu a byla ustálena až počátkem 19. století.

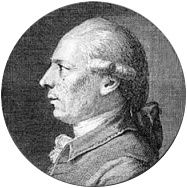
François-André Danican Philidor, francouzský šachový mistr 18. století

V té době také začal rozvoj rané šachové teorie. Nejstarší dochovaná tištěná šachová kniha, Repetición de amores y arte de ajedrez (Opakování lásky a umění hry v šachy) španělského kněze Luise Ramireze de Luceny, vyšla v Salamance roku 1497. Lucena a další mistři 16. a 17. století jako Portugalec Pedro Damiano, Italové Giovanni Leonardo Di Bona, Giulio Cesare Polerio a Gioacchino Greco nebo španělský kněz Ruy López de Segura vytvořili základy teorie zahájení jako italská hra, královský gambit a španělská hra a začali analyzovat jednoduché koncovky.
V 18. století se těžiště evropského šachového života přesunulo z jihoevropských zemí do Francie. Dva nejdůležitější francouzští šachoví mistři byli hudební skladatel François-André Danican Philidor, který objevil důležitost pěšců pro šachovou strategii, a později Louis-Charles Mahé de La Bourdonnais, vítěz slavné série zápasů s nejsilnějším britským mistrem té doby, Alexanderem McDonnellem z Irska, konané roku 1834. Centry šachového života té doby byly kavárny ve velkých evropských městech jako Café de la Régence v Paříži a Simpson's Divan v Londýně.
Během 19. století se rychle rozvíjela organizace šachového života. Vzniklo množství šachových klubů, knih a časopisů. Konaly se korespondenční zápasy mezi jednotlivými kluby, například roku 1824 hrál londýnský šachový klub proti edinburskému. Šachové problémy se staly pravidelnou součástí periodik 19. století; mezi jejich významné tvůrce se v té době počítali například Bernhard Horwitz, Josef Kling a Sam Loyd. Roku 1843 vyšlo první z mnoha vydání nejstaršího souhrnného manuálu šachové teorie, Handbuch des Schachspiels (Příručka hry šachové), který vytvořili němečtí šachoví mistři Paul Rudolf von Bilguer a Tassilo von Heydebrand und der Lasa.

### Zrození sportu (1850–1945)

„Nesmrtelná partie“, Anderssen-Kieseritzky, 1851

První moderní šachový turnaj se konal v Londýně roku 1851 a překvapivě jej nevyhrál organizátor turnaje a přední anglický hráč Howard Staunton, ale do té doby málo známý Němec Adolf Anderssen. Anderssen byl oslavován jako nejlepší šachista své doby a jeho líbivý, energický – ale z dnešního hlediska strategicky mělký – útočný styl byl hojně napodobován. Jiskřivé kombinace, jaké obsahuje Anderssenova Nesmrtelná partie nebo Morphyho Operní partie – obě krátké přátelské partie s mnoha oběťmi – byly považovány za nejvyšší možný vrchol šachového umění.
Hlubší vhled do povahy šachu přišel se dvěma mladšími hráči. Američan Paul Morphy, výjimečné šachové zázračné dítě, během své krátké kariéry mezi roky 1857 a 1863 zvítězil nad všemi důležitými konkurenty včetně Anderssena. Morphyho úspěch byl založen na kombinaci skvělého útočného umění a zdravé strategie; intuitivně chápal, jak má správně připravit útok. Tuto metodu později znovuobjevil a popsal jiný silný mistr a teoretik, pražský rodák Wilhelm Steinitz.

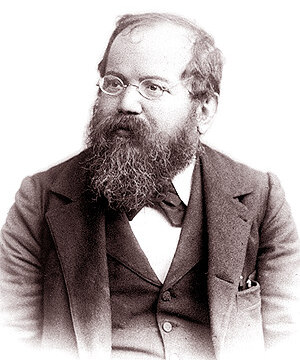
Wilhelm Steinitz, první mistr světa v šachu

Vedle svých teoretických úspěchů Steinitz založil důležitou tradici šachového sportu: jeho triumf v zápase s vůdčím německým mistrem Johannesem Zukertortem roku 1886 je považován za první oficiální mistrovství světa v šachu a Steinitz za prvního mistra světa. O korunu Steinitze připravil roku 1894 mnohem mladší hráč, německý matematik Emanuel Lasker, který si pak titul udržel 27 let. Od konce 19. století rychle rostl počet každoročně konaných mistrovských turnajů a zápasů.
„Zázračné dítě z Kuby“, José Raúl Capablanca (mistr světa 1921–1927), který ukončil dominanci německy hovořících šachových mistrů, upřednostňoval jednoduché pozice a koncovky; během osmi let do roku 1924 ho nikdo nedokázal porazit ve vážné partii. Jeho nástupcem byl rusko-francouzský velmistr Alexandr Aljechin, silný útočný hráč, který zemřel roku 1946 jako jediný mistr světa, jenž si titul zachoval až do smrti. Ztratil ho jen na dobu dvou let 1935–1937 ve prospěch Nizozemce Maxe Euweho, v odvetném zápase ovšem Euweho porazil a titul získal zpět.
Mezi světovými válkami prošla šachová teorie revolucí takzvaného hypermodernismu, zastávaného mistry jako Aaron Nimcovič či Richard Réti. Hypermodernisté popírali jednoduché principy klasické Steinitzovy a Tarraschovy poziční školy: namísto přímého obsazování centra šachovnice pěšci doporučovali bojovat o centrum spíše pomocí jeho napadání figurami z dálky, což umožní snáze zaútočit proti soupeřovým pěšcům v centru.
Pro označování příslušníků nejužší světové šachové elity byl už od počátku 20. století používán titul velmistr, zpočátku neformálně. Na tuto tradici později navázala Mezinárodní šachová federace (Fédération Internationale des Échecs, zkratka – FIDE), založená roku 1924 v Paříži, která v roce 1950 oficiálně udělila titul velmistr (grandmaster – GM) 26 hráčům, kteří buď v té době nebo v minulosti patřili ke světové špičce. Mezi těmito velmistry byl i Čech Oldřich Duras, který toto uznání získal za své výkony kolem roku 1910.. Od té doby je titul udělován při splnění definovaných kritérií.
Roku 1927 byl založen titul mistryně světa výhradně pro ženy: jeho první držitelkou se stala česko-anglická šachistka Věra Menčíková.

### Po roce 1945
Po smrti Aljechina určil nového mistra světa roku 1948 turnaj elitních šachistů organizovaný mezinárodní šachovou federací FIDE, která od té doby zápolení o titul mistra světa řídila. Vítěz Michail Botvinnik zahájil éru sovětské převahy v šachovém světě. Až do zániku Sovětského svazu se mistrem světa stal pouze jediný nesovětský šachista, Američan Robert J. Fischer (v letech 1972–1975).

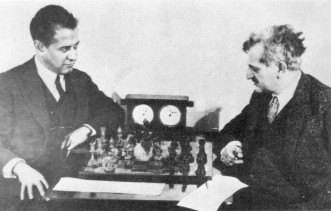
José Raúl Capablanca (vlevo) a Emanuel Lasker roku 1925

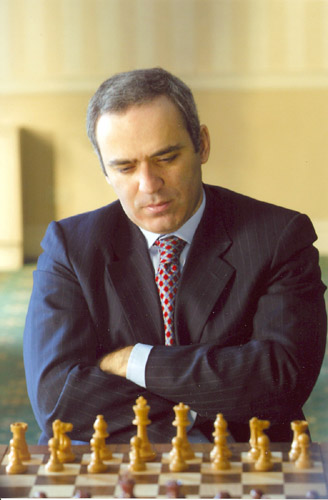
Garri Kasparov drží rekord 255 měsíců jako nejlépe hodnocený hráč světa

Předválečný neformální systém bojů znamenal, že sám mistr světa rozhodoval, s kým bude hrát, a vyzyvatel byl nucen zajistit organizační náklady a cenový fond. FIDE vytvořila nový systém kvalifikačních turnajů a zápasů. Nejsilnější šachisté světa byli nasazeni do mezipásmových turnajů, kde se střetli s vítězi pásmových turnajů. Ti, kdo se umístili na předních místech v mezipásmových turnajích, pak postoupili do turnaje kandidátů, což je dvoukolový turnaj hraný systémem každý s každým, pouze mezi lety 1965 až 1985 byl použit systém vyřazovacích zápasů.
Vítěz turnaje kandidátů pak získal právo vyzvat mistra světa k zápasu o titul. Pokud byl mistr světa poražen, míval zprvu právo odvety o rok později. Do roku 1987 a v období rozdělení v rámci PCA stačilo úřadujícímu mistru světa k obhájení titulu remizovat. Od roku 1998 na mistrovství světa FIDE v případě remízy rozhoduje tie-break v rapid šachu. 
Celý systém fungoval v tříletém cyklu, od počátku 60. let 20. století je cyklus dvouletý.
Botvinnik se účastnil zápasů o titul mistra světa 15 let; v letech 1951 a 1954 ho obhájil. Roku 1957 ho porazil Rus Vasilij Smyslov, známý vyváženým šachovým stylem, ale Botvinnik titul za rok v odvetě získal zpět. Roku 1960 zvítězil Lotyš Michail Tal, vynikající taktik a útočník. Botvinnik však Tala o rok později v odvetě opět zdolal.
Poté FIDE právo odvety zrušila a příští mistr světa, Armén Tigran Petrosjan, génius obrany a silný poziční hráč, se udržel po dva cykly, 1963–1969. Jeho nástupce, Rus Boris Spasskij (mistr světa 1969–1972), byl univerzálním šachistou schopným vítězit jak čistě pozičně, tak i pomocí ostrého taktického stylu.
Na mistrovství světa v roce 1972 vystoupil první nesovětský finalista od konce války, Američan Robert J. Fischer, který rozdrtil své oponenty v turnaji kandidátů neslýchaným rozdílem a jasně vyhrál i titul mistra světa. Roku 1975 však Fischer odmítl obhajovat titul proti vyzyvateli, mladému sovětskému velmistru Anatoliji Karpovovi, protože FIDE nesplnila jeho požadavky, a tak byl Karpov prohlášen mistrem světa bez boje. Svůj titul Karpov dvakrát obhájil proti Viktoru Korčnému a až do poloviny 80. let dominoval šachovému životu sérií skvělých turnajových vítězství.
Karpovovu nadvládu nakonec skončil roku 1985 mladý Kavkazan Garri Kasparov. Karpov a Kasparov mezi roky 1984 a 1990 svedli celkem pět zápasů o titul, ale Karpov nikdy nezvítězil. Kasparov pak byl nejúspěšnějším světovým šachistou až do ukončení své závodní kariéry v roce 2005; je držitelem rekordu v délce období, kdy byl jedničkou světového žebříčku.

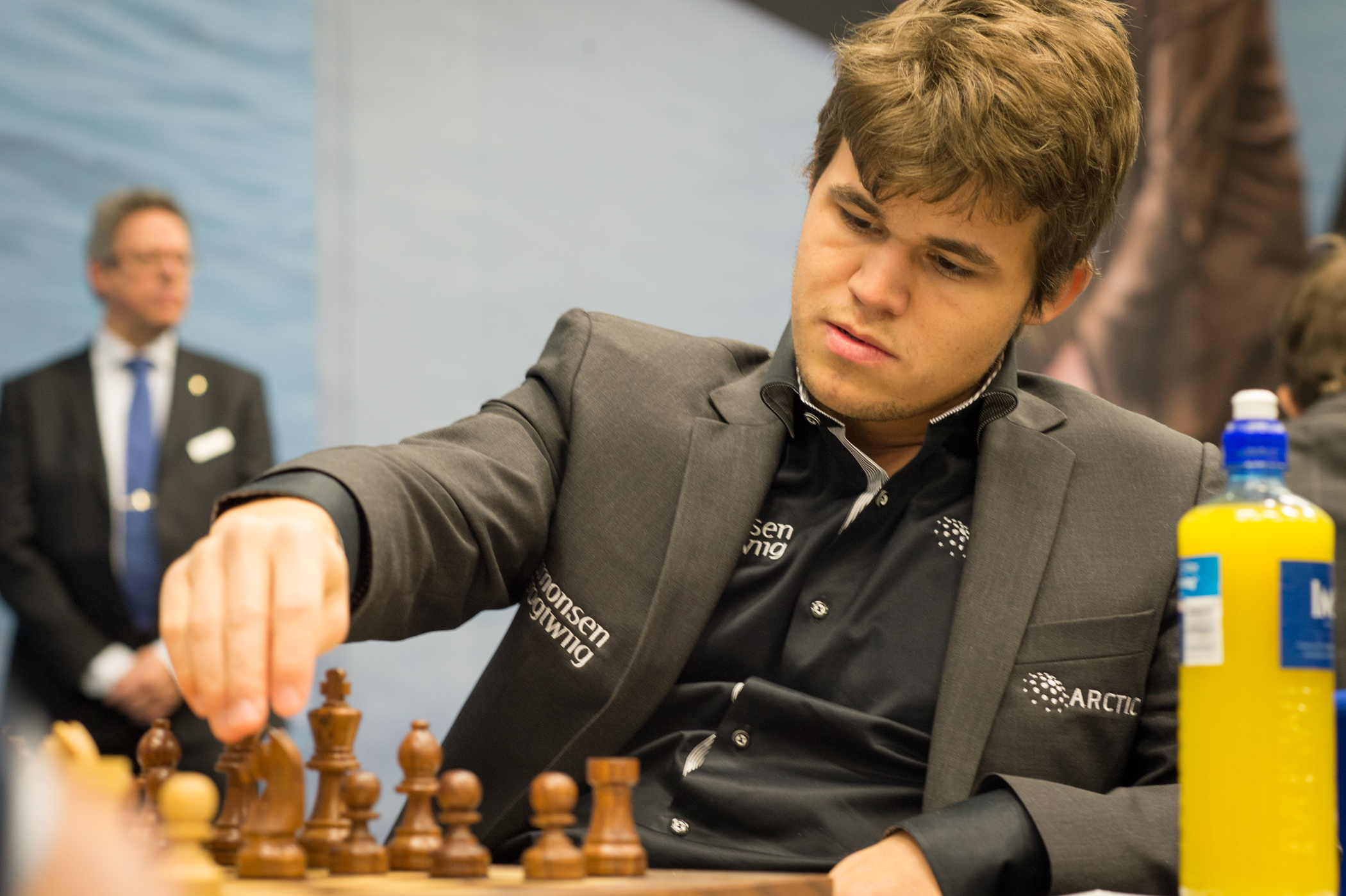
Mistr světa Magnus Carlsen v letech 2013-2023

Roku 1993 se Kasparov a Nigel Short rozešli s FIDE, zorganizovali svůj vlastní zápas a založili konkurenční Asociaci šachových profesionálů (Professional Chess Association, zkratka – PCA). Až do roku 2006 pak existovali paralelně dva mistři světa a dva šampionáty. Mistr světa PCA (či „klasický“ mistr světa), pokračovatel steinitzovské tradice, v níž mistr světa hraje s vyzyvatelem zápas (řadu mnoha šachových partií), a mistr světa FIDE, který svůj titul získával v rámci nového formátu turnajů. Kasparov ztratil svůj klasický titul roku 2000, kdy ho v zápase porazil Rus Vladimir Kramnik.
Ke sjednocení obou titulů došlo roku 2006, kdy Kramnik v zápase konaném pod záštitou FIDE porazil tehdejšího mistra světa FIDE Veselina Topalova a stal se jediným a nezpochybňovaným mistrem světa v šachu. V září roku 2007 se jeho nástupcem stal Ind Viswanathan Anand, vítěz turnaje osmi hráčů v Mexiku a titul následujícího roku obhájil v odvetě s Kramnikem. Od roku 2013 byl mistrem světa Nor Magnus Carlsen, který je také držitelem rekordu ve výšce ratingu Elo – 2882 bodů.
V roce 2023 Magnus Carlsen odmítl obhajovat titul mistra světa v šachu. Do zápasu o titul mistra světa proto nastoupili dva nejlepší z turnaje kandidátů: Jan Něpomňaščij a Ting Li-žen, který následně zápas vyhrál (po tie-breaku) a získal titul mistra světa v šachu.

### Česko a Československo
První zmínka o šachové hře na českém území je v latinsky psané Svatovojtěšské legendě z poloviny 12. stol., prvním česky psaným dílem o této hře jsou Štítného Kniežky o šašiech, které zachycují tehdejší pravidla a znalosti o dějinách hry.
Moderní šachový život na českém území vznikl v polovině 19. století, nejdříve šachová skladba; úloháři zde v 80. letech 19. století vytvořili takzvanou českou školu úlohovou, stylově odlišnou od staroněmecké školy. Prvním šachovým spolkem byl pražský Prager Schachklub (1867), první sjezd šachistů se konal roku 1872 v Praze a první významnější český klub, Český spolek šachovní, vznikl roku 1884, kdy také na krátkou dobu začal vycházet první český šachový časopis Šach-Mat. Nejlepším českým šachistou před první světovou válkou byl Oldřich Duras, který byl později jmenován jako první Čech velmistrem. Ústřední jednota českých šachistů, zprvu sdružující pět klubů s 200 členy, vznikla roku 1905. Velké mezinárodní turnaje se začaly v českých zemích pořádat v první dekádě 20. století (Karlovy Vary 1907 a 1911, Praha 1908).
V samostatné ČSR se šachový život dále rozvíjel. Byla uspořádána řada velkých turnajů, Československo reprezentovali například Richard Réti nebo Salo Flohr. Ústřední jednota českých šachistů se roku 1924 stala zakládajícím členem Mezinárodní šachové federace FIDE. Československé družstvo vyhrálo první, ještě neoficiální šachovou olympiádu v Paříži 1924, druhé místo na olympiádě získalo v letech 1933 a 1982, třetí bylo roku 1931, kdy se olympiáda konala v Praze v paláci U Nováků. Věra Menčíková se stala první a dlouholetou ženskou mistryní světa. Od roku 1927 vychází časopis Československý šach (za války pod jménem Šach).
Druhá světová válka a následné převzetí moci komunisty sice neznamenala pro šachy úplnou katastrofu, i nadále se konalo mnoho zajímavých turnajů a zápasů a český šach si udržoval vysokou úroveň. Přesto však mnozí šachisté zahynuli následkem války (Věra Menčíková), byli zavražděni nacisty (Karel Treybal) nebo emigrovali (Luděk Pachman, Lubomír Kaválek, Vlastimil Hort). Po válce československé družstvo dvakrát vybojovalo titul vysokoškolských mistrů světa (1954 a 1963) a čeští korespondenční šachisté dvakrát vyhráli svoji šachovou olympiádu (1955 a 1968). Miroslav Filip se dvakrát účastnil turnaje kandidátů o titul mistra světa.
V současnosti řídí český šachový život Šachový svaz České republiky. Nejsilnějším českým šachistou je David Navara, který byl v červnu 2006 čtrnáctým hráčem světového žebříčku. Druhým českým šachistou ve světové 100 je Viktor Láznička. Vynikajících výsledků v korespondenčním šachu dosáhl Roman Chytilek.

## Místo v kultuře

### Středověk
Šachy a jejich pomalejší předchůdce šatrandž (kterému se tehdy ovšem v Evropě říkalo rovněž šachy) byly ve středověku a renesanci součástí šlechtické kultury; byly používány pro výuku válečné strategie a nazývány „královskou hrou“.  Mezi šlechtou byly považovány za jedno ze sedmera umění, které by měl ovládnout každý dospívající rytíř (vedle plavání, veršování, jízdy na koni, střelby z kuše, šermu a lovu). Nádherné šachové soupravy používané aristokracií té doby jsou většinou už ztraceny, ale některé ze zbývajících kusů, jako jsou Šachové figurky z ostrova Lewis z 12. století, vykazují vysokou uměleckou hodnotu.

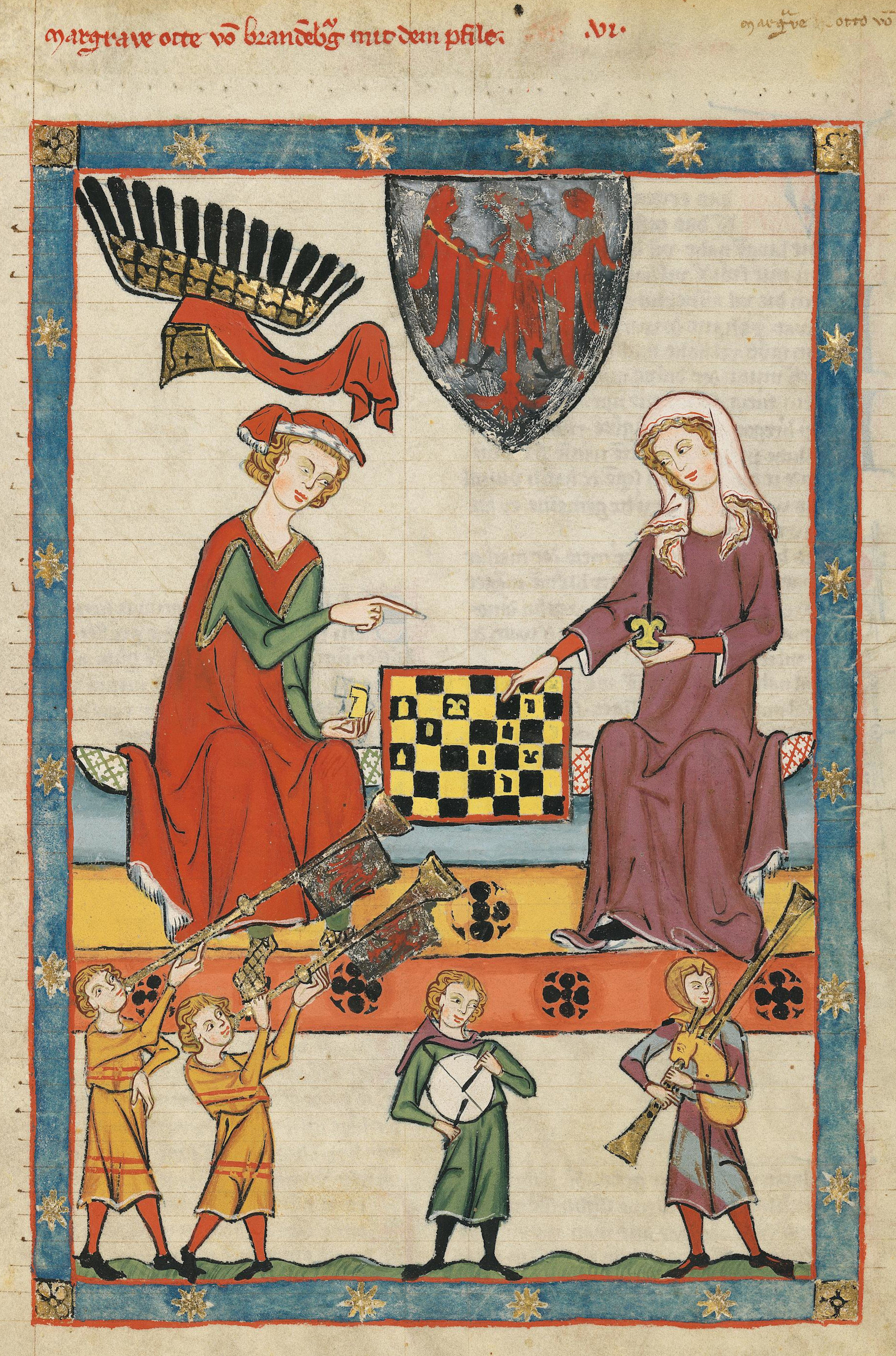
Braniborský markrabě Ota IV. při šachové hře, Německo, asi 1320

Zároveň byly v té době šachy často používány jako základna kázání o morálce. Příkladem je Liber de moribus hominum et officiis nobilium sive super ludo scacchorum (Kniha lidských mravů a povinností šlechty neboli o hře v šachy), sepsaná italským dominikánem Jacobem de Cessolis kolem roku 1300. Tato populární práce byla přeložena či adaptována do mnoha jazyků a poprvé vydána tiskem již roku 1473 v Utrechtu. Mimo jiné ovlivnila Tomáše Štítného ze Štítného, který na jejím půdorysu napsal své Kniežky o šašiech. Cessolis a jeho následovníci používají šachové figurky jako metafory pro různé vrstvy lidské společnosti a odvozují jejich povinnosti z pravidel šachové hry nebo z vizuální podoby figur.
Na druhou stranu však mnohde politické a náboženské autority šachy zakazovaly jako projev nemravnosti či hráčské vášně. Například Jan Hus prý šachy hrával v mládí, později se ale stal jejich odpůrcem, neboť se domníval, že se tím promarní spousta času, který by člověk mohl strávit v trpělivé práci nebo modlitbách; rovněž mu vadilo, že šachy mohou vyvolat špatné pocity vůči protivníkovi. Hraní šachu, ale především karetních her, kritizoval také Petr Chelčický.
Ve středověku byly šachy známy i v kruzích kleriků, studentů a obchodníků, a vstoupily tak do tehdejší lidové kultury. Příkladem je 209. píseň sbírky Carmina Burana ze 13. století, začínající jmény šachových figur Roch, pedites, regina…
Odedávna se šachové prvky používají pro svou dekorativnost také ve výtvarném a užitém umění. Příkladem může být šachovaná orlice na moravském zemském znaku. O všeobecné oblibě šachů ve středověku svědčí také fakt, že už v 15. století přešel výraz šachovaný jako vzor látky do soukenické terminologie. Slovo šašek vzniklo právě jako označení muže, nosícího pestře šachované oblečení.

### Moderní

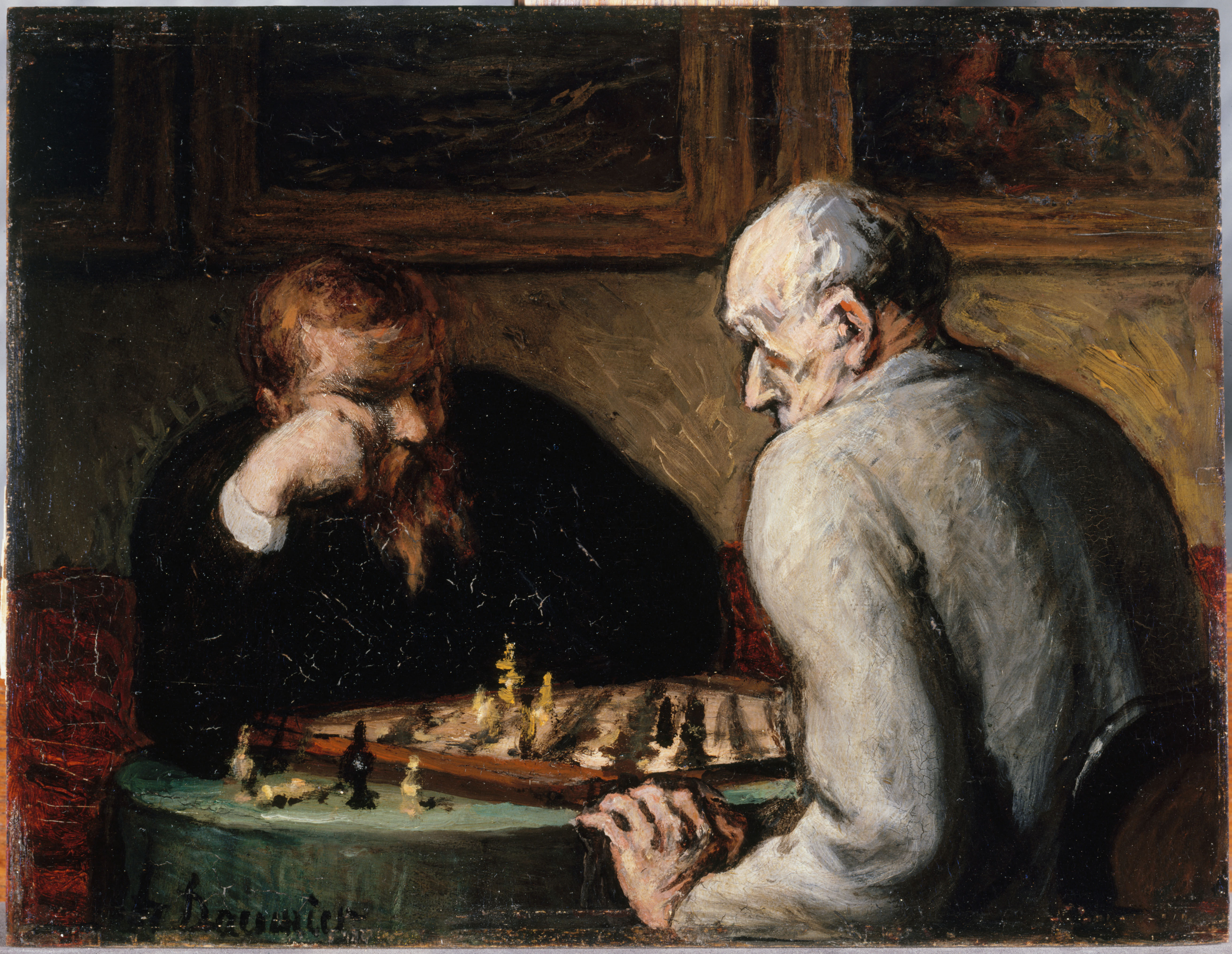
Hráči šachu, Honoré Daumier, 1863

Osvícenství se šachy jevily především jako způsob, jak rozvíjet sebe sama. Benjamin Franklin napsal v článku The Morals of Chess (Morálka šachů, 1750):

Šachová hra není pouze zábavou zahalečů; její pomocí lze získat nebo posílit několik velmi cenných schopností mysli, které se pak stanou návyky použitelnými při každé příležitosti. Vždyť život je druh šachů, v němž často máme získávat body, soupeřit proti konkurentům a protivníkům a v němž nastává široká škála dobrých i špatných událostí, jež jsou do jisté míry následky lidské prozíravosti nebo jejího nedostatku. Hraním šachů se tedy můžeme naučit:
1. Předvídavosti, jež hledí do blízké budoucnosti a zvažuje následky, jaké může přinést nějaká akce…
2. Pozornosti, jež zkoumá celou šachovnici čili scénu akce: vzájemný poměr několika figur a jejich situaci…
3. Opatrnosti, nevykonávat tahy zbrkle…

S podobnými nadějemi se šachům dnes učí děti ve školách celého světa a používají se v armádách jako mentální trénink pro kadety a důstojníky.
Šachy navíc jsou často zobrazovány v umění, například jako metafora boje dvou stran, jako symbol chladné logiky anebo – v duchu středověkých moralistů – jako alegorie života společnosti. Významná díla, v nichž šach hraje klíčovou roli, sahají od Za zrcadlem Lewise Carrolla až po Královskou hru Stefana Zweiga či Lužinovu obranu Vladimira Nabokova (který skládal šachové úlohy a v knize Poems and Problems je kombinoval se svými básněmi). Sedmá pečeť Ingmara Bergmana proslula existenciální metaforou rytíře hrajícího šachy se smrtí.
Šachy se často vyskytují i v populární kultuře. Například Harry Potter J. K. Rowlingové hraje čarodějné šachy, zatímco hrdinové seriálu Star Trek dávají přednost třídimenzionálním šachům a šachy s počítačem hraje i kosmonaut letící k Jupiteru v Kubrickově filmu 2001: Vesmírná odysea. Hra v šachy je i námětem krátkého němého filmu A Chess Dispute z roku 1903.

## Šachová notace

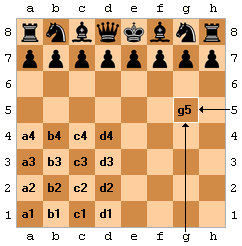
Algebraická šachová notace: název pole se skládá z názvu sloupce a názvu řady

V minulosti se používalo několik způsobů, jak zaznamenávat průběh šachové hry, dnes se však používá téměř výhradně (krátká) algebraická šachová notace, kterou v Evropě rozšířil syrský šachový teoretik Philipp Stamma v 18. století Pole na šachovnici se v ní označují průsečíkem sloupce (označovaného písmeny a až h) a řady (označované čísly 1 až 8).
Popis jednoho tahu sestává z pořadového čísla tahu, označení typu kamene, kterým bylo taženo, a pole, na které bylo taženo. Tahy se číslují od jedničky tak, že stejné číslo označuje tah bílého i následující tah černého. Pole, ze kterého kámen táhl, se neuvádí. Pouze v případě, že by ho nebylo možné jednoznačně určit, se za označením druhu kamene napíše označení výchozího sloupce nebo řady. Figury se značí počátečním písmenem: K je král, D dáma, V věž, S střelec a J jezdec. V jiných jazycích se písmena mohou lišit. U pěšců se však označení nepíše, pouze pokud je např. v komentáři či popisu pozice potřeba označit pěšce, používá se malé písmeno p. Místo počátečních písem lze používat i grafické symboly figur.
Při braní se mezi označení figury a cílové pole vkládá symbol ×; bere-li pěšec, namísto označení figury se použije označení sloupce, na kterém pěšec stál před braním. Rošáda se značí symbolem 0–0 (tzv. malá rošáda, rošáda s věží h1 nebo h8) nebo 0–0–0 (tzv. velká rošáda, rošáda s věží a1 nebo a8). Při braní mimochodem se jako cílové pole použije to, na které se pěšec skutečně přesunul; za tah lze připsat e. p. (en passant). Pokud tah šachuje soupeřova krále, přidává se za něj symbol +. Pokud je tah matem, používá se symbol ++ nebo #. Proměna pěšce se označuje tak, že se za pole proměny připíše zkratka figury, na niž se pěšec proměnil, např. d8D. Nabídka remízy se někdy označuje symbolem =. Výsledek partie se zapisuje jako 1–0 (vyhrál bílý), ½–½ (remíza), 0–1 (vyhrál černý) nebo * (neznámý či neurčený).

Takzvaný ovčácký mat

Zápis smí obsahovat i komentáře, často vyjadřované zavedenými značkami a symboly. Nejčastěji jsou používány značky: ! pro silný tah, !! pro velice silný tah, ? pro slabý tah, ?? pro hrubou chybu, ?! pro pochybný nebo !? pro překvapivý, ale riskantní tah apod. Hráč zaznamenávající svoji turnajovou partii ovšem nesmí komentáře k tahům připisovat během hry. Pravidla pro zápis partie a používání notace jsou součástí oficiálních pravidel FIDE.
Příklad zápisu jednoduché léčky zvané ovčácký mat, která je ukázána na animaci vpravo:
1. e4 e5
2. Dh5?! Jc6
3. Sc4 Jf6??
4. Dxf7# 1-0

## Strategie a taktika
Šachová strategie znamená stanovování a dosahování dlouhodobých cílů během partie – například jak umístit jednotlivé kameny – zatímco taktika se soustřeďuje na bezprostřední manévry. Obě stránky šachového myšlení však nelze od sebe zcela oddělit, protože strategických cílů se většinou dosahuje pomocí taktických manévrů a naopak taktické příležitosti jsou připravovány předchozí správnou strategií hry.
Na základě odlišných strategických a taktických charakteristik se šachová partie dělí do tří fází: zahájení, obvykle prvních 10 až 25 tahů, během něhož hráči rozestavují své armády a připravují scénu následující bitvy; střední hra, rozvinutá fáze partie; a koncovka, kdy již zmizela většina kamenů ze šachovnice a králové se aktivně zapojují do zápasu.
|   | a | b | c | d | e | f | g | h |   |
| 8 | a8 černý věž · c8 černý střelec · e8 černý věž · g8 černý král · a7 černý pěšec · b7 černý pěšec · d7 černý jezdec · f7 černý pěšec · g7 černý střelec · h7 černý pěšec · c6 černý pěšec · d6 bílý věž · f6 černý jezdec · g6 černý pěšec · e5 černý pěšec · c4 bílý pěšec · e4 bílý pěšec · c3 bílý jezdec · e3 bílý střelec · f3 bílý jezdec · h3 bílý pěšec · a2 bílý pěšec · b2 bílý pěšec · f2 bílý pěšec · g2 bílý pěšec · c1 bílý král · f1 bílý střelec · h1 bílý věž | a8 černý věž · c8 černý střelec · e8 černý věž · g8 černý král · a7 černý pěšec · b7 černý pěšec · d7 černý jezdec · f7 černý pěšec · g7 černý střelec · h7 černý pěšec · c6 černý pěšec · d6 bílý věž · f6 černý jezdec · g6 černý pěšec · e5 černý pěšec · c4 bílý pěšec · e4 bílý pěšec · c3 bílý jezdec · e3 bílý střelec · f3 bílý jezdec · h3 bílý pěšec · a2 bílý pěšec · b2 bílý pěšec · f2 bílý pěšec · g2 bílý pěšec · c1 bílý král · f1 bílý střelec · h1 bílý věž | a8 černý věž · c8 černý střelec · e8 černý věž · g8 černý král · a7 černý pěšec · b7 černý pěšec · d7 černý jezdec · f7 černý pěšec · g7 černý střelec · h7 černý pěšec · c6 černý pěšec · d6 bílý věž · f6 černý jezdec · g6 černý pěšec · e5 černý pěšec · c4 bílý pěšec · e4 bílý pěšec · c3 bílý jezdec · e3 bílý střelec · f3 bílý jezdec · h3 bílý pěšec · a2 bílý pěšec · b2 bílý pěšec · f2 bílý pěšec · g2 bílý pěšec · c1 bílý král · f1 bílý střelec · h1 bílý věž | a8 černý věž · c8 černý střelec · e8 černý věž · g8 černý král · a7 černý pěšec · b7 černý pěšec · d7 černý jezdec · f7 černý pěšec · g7 černý střelec · h7 černý pěšec · c6 černý pěšec · d6 bílý věž · f6 černý jezdec · g6 černý pěšec · e5 černý pěšec · c4 bílý pěšec · e4 bílý pěšec · c3 bílý jezdec · e3 bílý střelec · f3 bílý jezdec · h3 bílý pěšec · a2 bílý pěšec · b2 bílý pěšec · f2 bílý pěšec · g2 bílý pěšec · c1 bílý král · f1 bílý střelec · h1 bílý věž | a8 černý věž · c8 černý střelec · e8 černý věž · g8 černý král · a7 černý pěšec · b7 černý pěšec · d7 černý jezdec · f7 černý pěšec · g7 černý střelec · h7 černý pěšec · c6 černý pěšec · d6 bílý věž · f6 černý jezdec · g6 černý pěšec · e5 černý pěšec · c4 bílý pěšec · e4 bílý pěšec · c3 bílý jezdec · e3 bílý střelec · f3 bílý jezdec · h3 bílý pěšec · a2 bílý pěšec · b2 bílý pěšec · f2 bílý pěšec · g2 bílý pěšec · c1 bílý král · f1 bílý střelec · h1 bílý věž | a8 černý věž · c8 černý střelec · e8 černý věž · g8 černý král · a7 černý pěšec · b7 černý pěšec · d7 černý jezdec · f7 černý pěšec · g7 černý střelec · h7 černý pěšec · c6 černý pěšec · d6 bílý věž · f6 černý jezdec · g6 černý pěšec · e5 černý pěšec · c4 bílý pěšec · e4 bílý pěšec · c3 bílý jezdec · e3 bílý střelec · f3 bílý jezdec · h3 bílý pěšec · a2 bílý pěšec · b2 bílý pěšec · f2 bílý pěšec · g2 bílý pěšec · c1 bílý král · f1 bílý střelec · h1 bílý věž | a8 černý věž · c8 černý střelec · e8 černý věž · g8 černý král · a7 černý pěšec · b7 černý pěšec · d7 černý jezdec · f7 černý pěšec · g7 černý střelec · h7 černý pěšec · c6 černý pěšec · d6 bílý věž · f6 černý jezdec · g6 černý pěšec · e5 černý pěšec · c4 bílý pěšec · e4 bílý pěšec · c3 bílý jezdec · e3 bílý střelec · f3 bílý jezdec · h3 bílý pěšec · a2 bílý pěšec · b2 bílý pěšec · f2 bílý pěšec · g2 bílý pěšec · c1 bílý král · f1 bílý střelec · h1 bílý věž | a8 černý věž · c8 černý střelec · e8 černý věž · g8 černý král · a7 černý pěšec · b7 černý pěšec · d7 černý jezdec · f7 černý pěšec · g7 černý střelec · h7 černý pěšec · c6 černý pěšec · d6 bílý věž · f6 černý jezdec · g6 černý pěšec · e5 černý pěšec · c4 bílý pěšec · e4 bílý pěšec · c3 bílý jezdec · e3 bílý střelec · f3 bílý jezdec · h3 bílý pěšec · a2 bílý pěšec · b2 bílý pěšec · f2 bílý pěšec · g2 bílý pěšec · c1 bílý král · f1 bílý střelec · h1 bílý věž | 8 |
| 7 | a8 černý věž · c8 černý střelec · e8 černý věž · g8 černý král · a7 černý pěšec · b7 černý pěšec · d7 černý jezdec · f7 černý pěšec · g7 černý střelec · h7 černý pěšec · c6 černý pěšec · d6 bílý věž · f6 černý jezdec · g6 černý pěšec · e5 černý pěšec · c4 bílý pěšec · e4 bílý pěšec · c3 bílý jezdec · e3 bílý střelec · f3 bílý jezdec · h3 bílý pěšec · a2 bílý pěšec · b2 bílý pěšec · f2 bílý pěšec · g2 bílý pěšec · c1 bílý král · f1 bílý střelec · h1 bílý věž | a8 černý věž · c8 černý střelec · e8 černý věž · g8 černý král · a7 černý pěšec · b7 černý pěšec · d7 černý jezdec · f7 černý pěšec · g7 černý střelec · h7 černý pěšec · c6 černý pěšec · d6 bílý věž · f6 černý jezdec · g6 černý pěšec · e5 černý pěšec · c4 bílý pěšec · e4 bílý pěšec · c3 bílý jezdec · e3 bílý střelec · f3 bílý jezdec · h3 bílý pěšec · a2 bílý pěšec · b2 bílý pěšec · f2 bílý pěšec · g2 bílý pěšec · c1 bílý král · f1 bílý střelec · h1 bílý věž | a8 černý věž · c8 černý střelec · e8 černý věž · g8 černý král · a7 černý pěšec · b7 černý pěšec · d7 černý jezdec · f7 černý pěšec · g7 černý střelec · h7 černý pěšec · c6 černý pěšec · d6 bílý věž · f6 černý jezdec · g6 černý pěšec · e5 černý pěšec · c4 bílý pěšec · e4 bílý pěšec · c3 bílý jezdec · e3 bílý střelec · f3 bílý jezdec · h3 bílý pěšec · a2 bílý pěšec · b2 bílý pěšec · f2 bílý pěšec · g2 bílý pěšec · c1 bílý král · f1 bílý střelec · h1 bílý věž | a8 černý věž · c8 černý střelec · e8 černý věž · g8 černý král · a7 černý pěšec · b7 černý pěšec · d7 černý jezdec · f7 černý pěšec · g7 černý střelec · h7 černý pěšec · c6 černý pěšec · d6 bílý věž · f6 černý jezdec · g6 černý pěšec · e5 černý pěšec · c4 bílý pěšec · e4 bílý pěšec · c3 bílý jezdec · e3 bílý střelec · f3 bílý jezdec · h3 bílý pěšec · a2 bílý pěšec · b2 bílý pěšec · f2 bílý pěšec · g2 bílý pěšec · c1 bílý král · f1 bílý střelec · h1 bílý věž | a8 černý věž · c8 černý střelec · e8 černý věž · g8 černý král · a7 černý pěšec · b7 černý pěšec · d7 černý jezdec · f7 černý pěšec · g7 černý střelec · h7 černý pěšec · c6 černý pěšec · d6 bílý věž · f6 černý jezdec · g6 černý pěšec · e5 černý pěšec · c4 bílý pěšec · e4 bílý pěšec · c3 bílý jezdec · e3 bílý střelec · f3 bílý jezdec · h3 bílý pěšec · a2 bílý pěšec · b2 bílý pěšec · f2 bílý pěšec · g2 bílý pěšec · c1 bílý král · f1 bílý střelec · h1 bílý věž | a8 černý věž · c8 černý střelec · e8 černý věž · g8 černý král · a7 černý pěšec · b7 černý pěšec · d7 černý jezdec · f7 černý pěšec · g7 černý střelec · h7 černý pěšec · c6 černý pěšec · d6 bílý věž · f6 černý jezdec · g6 černý pěšec · e5 černý pěšec · c4 bílý pěšec · e4 bílý pěšec · c3 bílý jezdec · e3 bílý střelec · f3 bílý jezdec · h3 bílý pěšec · a2 bílý pěšec · b2 bílý pěšec · f2 bílý pěšec · g2 bílý pěšec · c1 bílý král · f1 bílý střelec · h1 bílý věž | a8 černý věž · c8 černý střelec · e8 černý věž · g8 černý král · a7 černý pěšec · b7 černý pěšec · d7 černý jezdec · f7 černý pěšec · g7 černý střelec · h7 černý pěšec · c6 černý pěšec · d6 bílý věž · f6 černý jezdec · g6 černý pěšec · e5 černý pěšec · c4 bílý pěšec · e4 bílý pěšec · c3 bílý jezdec · e3 bílý střelec · f3 bílý jezdec · h3 bílý pěšec · a2 bílý pěšec · b2 bílý pěšec · f2 bílý pěšec · g2 bílý pěšec · c1 bílý král · f1 bílý střelec · h1 bílý věž | a8 černý věž · c8 černý střelec · e8 černý věž · g8 černý král · a7 černý pěšec · b7 černý pěšec · d7 černý jezdec · f7 černý pěšec · g7 černý střelec · h7 černý pěšec · c6 černý pěšec · d6 bílý věž · f6 černý jezdec · g6 černý pěšec · e5 černý pěšec · c4 bílý pěšec · e4 bílý pěšec · c3 bílý jezdec · e3 bílý střelec · f3 bílý jezdec · h3 bílý pěšec · a2 bílý pěšec · b2 bílý pěšec · f2 bílý pěšec · g2 bílý pěšec · c1 bílý král · f1 bílý střelec · h1 bílý věž | 7 |
| 6 | a8 černý věž · c8 černý střelec · e8 černý věž · g8 černý král · a7 černý pěšec · b7 černý pěšec · d7 černý jezdec · f7 černý pěšec · g7 černý střelec · h7 černý pěšec · c6 černý pěšec · d6 bílý věž · f6 černý jezdec · g6 černý pěšec · e5 černý pěšec · c4 bílý pěšec · e4 bílý pěšec · c3 bílý jezdec · e3 bílý střelec · f3 bílý jezdec · h3 bílý pěšec · a2 bílý pěšec · b2 bílý pěšec · f2 bílý pěšec · g2 bílý pěšec · c1 bílý král · f1 bílý střelec · h1 bílý věž | a8 černý věž · c8 černý střelec · e8 černý věž · g8 černý král · a7 černý pěšec · b7 černý pěšec · d7 černý jezdec · f7 černý pěšec · g7 černý střelec · h7 černý pěšec · c6 černý pěšec · d6 bílý věž · f6 černý jezdec · g6 černý pěšec · e5 černý pěšec · c4 bílý pěšec · e4 bílý pěšec · c3 bílý jezdec · e3 bílý střelec · f3 bílý jezdec · h3 bílý pěšec · a2 bílý pěšec · b2 bílý pěšec · f2 bílý pěšec · g2 bílý pěšec · c1 bílý král · f1 bílý střelec · h1 bílý věž | a8 černý věž · c8 černý střelec · e8 černý věž · g8 černý král · a7 černý pěšec · b7 černý pěšec · d7 černý jezdec · f7 černý pěšec · g7 černý střelec · h7 černý pěšec · c6 černý pěšec · d6 bílý věž · f6 černý jezdec · g6 černý pěšec · e5 černý pěšec · c4 bílý pěšec · e4 bílý pěšec · c3 bílý jezdec · e3 bílý střelec · f3 bílý jezdec · h3 bílý pěšec · a2 bílý pěšec · b2 bílý pěšec · f2 bílý pěšec · g2 bílý pěšec · c1 bílý král · f1 bílý střelec · h1 bílý věž | a8 černý věž · c8 černý střelec · e8 černý věž · g8 černý král · a7 černý pěšec · b7 černý pěšec · d7 černý jezdec · f7 černý pěšec · g7 černý střelec · h7 černý pěšec · c6 černý pěšec · d6 bílý věž · f6 černý jezdec · g6 černý pěšec · e5 černý pěšec · c4 bílý pěšec · e4 bílý pěšec · c3 bílý jezdec · e3 bílý střelec · f3 bílý jezdec · h3 bílý pěšec · a2 bílý pěšec · b2 bílý pěšec · f2 bílý pěšec · g2 bílý pěšec · c1 bílý král · f1 bílý střelec · h1 bílý věž | a8 černý věž · c8 černý střelec · e8 černý věž · g8 černý král · a7 černý pěšec · b7 černý pěšec · d7 černý jezdec · f7 černý pěšec · g7 černý střelec · h7 černý pěšec · c6 černý pěšec · d6 bílý věž · f6 černý jezdec · g6 černý pěšec · e5 černý pěšec · c4 bílý pěšec · e4 bílý pěšec · c3 bílý jezdec · e3 bílý střelec · f3 bílý jezdec · h3 bílý pěšec · a2 bílý pěšec · b2 bílý pěšec · f2 bílý pěšec · g2 bílý pěšec · c1 bílý král · f1 bílý střelec · h1 bílý věž | a8 černý věž · c8 černý střelec · e8 černý věž · g8 černý král · a7 černý pěšec · b7 černý pěšec · d7 černý jezdec · f7 černý pěšec · g7 černý střelec · h7 černý pěšec · c6 černý pěšec · d6 bílý věž · f6 černý jezdec · g6 černý pěšec · e5 černý pěšec · c4 bílý pěšec · e4 bílý pěšec · c3 bílý jezdec · e3 bílý střelec · f3 bílý jezdec · h3 bílý pěšec · a2 bílý pěšec · b2 bílý pěšec · f2 bílý pěšec · g2 bílý pěšec · c1 bílý král · f1 bílý střelec · h1 bílý věž | a8 černý věž · c8 černý střelec · e8 černý věž · g8 černý král · a7 černý pěšec · b7 černý pěšec · d7 černý jezdec · f7 černý pěšec · g7 černý střelec · h7 černý pěšec · c6 černý pěšec · d6 bílý věž · f6 černý jezdec · g6 černý pěšec · e5 černý pěšec · c4 bílý pěšec · e4 bílý pěšec · c3 bílý jezdec · e3 bílý střelec · f3 bílý jezdec · h3 bílý pěšec · a2 bílý pěšec · b2 bílý pěšec · f2 bílý pěšec · g2 bílý pěšec · c1 bílý král · f1 bílý střelec · h1 bílý věž | a8 černý věž · c8 černý střelec · e8 černý věž · g8 černý král · a7 černý pěšec · b7 černý pěšec · d7 černý jezdec · f7 černý pěšec · g7 černý střelec · h7 černý pěšec · c6 černý pěšec · d6 bílý věž · f6 černý jezdec · g6 černý pěšec · e5 černý pěšec · c4 bílý pěšec · e4 bílý pěšec · c3 bílý jezdec · e3 bílý střelec · f3 bílý jezdec · h3 bílý pěšec · a2 bílý pěšec · b2 bílý pěšec · f2 bílý pěšec · g2 bílý pěšec · c1 bílý král · f1 bílý střelec · h1 bílý věž | 6 |
| 5 | a8 černý věž · c8 černý střelec · e8 černý věž · g8 černý král · a7 černý pěšec · b7 černý pěšec · d7 černý jezdec · f7 černý pěšec · g7 černý střelec · h7 černý pěšec · c6 černý pěšec · d6 bílý věž · f6 černý jezdec · g6 černý pěšec · e5 černý pěšec · c4 bílý pěšec · e4 bílý pěšec · c3 bílý jezdec · e3 bílý střelec · f3 bílý jezdec · h3 bílý pěšec · a2 bílý pěšec · b2 bílý pěšec · f2 bílý pěšec · g2 bílý pěšec · c1 bílý král · f1 bílý střelec · h1 bílý věž | a8 černý věž · c8 černý střelec · e8 černý věž · g8 černý král · a7 černý pěšec · b7 černý pěšec · d7 černý jezdec · f7 černý pěšec · g7 černý střelec · h7 černý pěšec · c6 černý pěšec · d6 bílý věž · f6 černý jezdec · g6 černý pěšec · e5 černý pěšec · c4 bílý pěšec · e4 bílý pěšec · c3 bílý jezdec · e3 bílý střelec · f3 bílý jezdec · h3 bílý pěšec · a2 bílý pěšec · b2 bílý pěšec · f2 bílý pěšec · g2 bílý pěšec · c1 bílý král · f1 bílý střelec · h1 bílý věž | a8 černý věž · c8 černý střelec · e8 černý věž · g8 černý král · a7 černý pěšec · b7 černý pěšec · d7 černý jezdec · f7 černý pěšec · g7 černý střelec · h7 černý pěšec · c6 černý pěšec · d6 bílý věž · f6 černý jezdec · g6 černý pěšec · e5 černý pěšec · c4 bílý pěšec · e4 bílý pěšec · c3 bílý jezdec · e3 bílý střelec · f3 bílý jezdec · h3 bílý pěšec · a2 bílý pěšec · b2 bílý pěšec · f2 bílý pěšec · g2 bílý pěšec · c1 bílý král · f1 bílý střelec · h1 bílý věž | a8 černý věž · c8 černý střelec · e8 černý věž · g8 černý král · a7 černý pěšec · b7 černý pěšec · d7 černý jezdec · f7 černý pěšec · g7 černý střelec · h7 černý pěšec · c6 černý pěšec · d6 bílý věž · f6 černý jezdec · g6 černý pěšec · e5 černý pěšec · c4 bílý pěšec · e4 bílý pěšec · c3 bílý jezdec · e3 bílý střelec · f3 bílý jezdec · h3 bílý pěšec · a2 bílý pěšec · b2 bílý pěšec · f2 bílý pěšec · g2 bílý pěšec · c1 bílý král · f1 bílý střelec · h1 bílý věž | a8 černý věž · c8 černý střelec · e8 černý věž · g8 černý král · a7 černý pěšec · b7 černý pěšec · d7 černý jezdec · f7 černý pěšec · g7 černý střelec · h7 černý pěšec · c6 černý pěšec · d6 bílý věž · f6 černý jezdec · g6 černý pěšec · e5 černý pěšec · c4 bílý pěšec · e4 bílý pěšec · c3 bílý jezdec · e3 bílý střelec · f3 bílý jezdec · h3 bílý pěšec · a2 bílý pěšec · b2 bílý pěšec · f2 bílý pěšec · g2 bílý pěšec · c1 bílý král · f1 bílý střelec · h1 bílý věž | a8 černý věž · c8 černý střelec · e8 černý věž · g8 černý král · a7 černý pěšec · b7 černý pěšec · d7 černý jezdec · f7 černý pěšec · g7 černý střelec · h7 černý pěšec · c6 černý pěšec · d6 bílý věž · f6 černý jezdec · g6 černý pěšec · e5 černý pěšec · c4 bílý pěšec · e4 bílý pěšec · c3 bílý jezdec · e3 bílý střelec · f3 bílý jezdec · h3 bílý pěšec · a2 bílý pěšec · b2 bílý pěšec · f2 bílý pěšec · g2 bílý pěšec · c1 bílý král · f1 bílý střelec · h1 bílý věž | a8 černý věž · c8 černý střelec · e8 černý věž · g8 černý král · a7 černý pěšec · b7 černý pěšec · d7 černý jezdec · f7 černý pěšec · g7 černý střelec · h7 černý pěšec · c6 černý pěšec · d6 bílý věž · f6 černý jezdec · g6 černý pěšec · e5 černý pěšec · c4 bílý pěšec · e4 bílý pěšec · c3 bílý jezdec · e3 bílý střelec · f3 bílý jezdec · h3 bílý pěšec · a2 bílý pěšec · b2 bílý pěšec · f2 bílý pěšec · g2 bílý pěšec · c1 bílý král · f1 bílý střelec · h1 bílý věž | a8 černý věž · c8 černý střelec · e8 černý věž · g8 černý král · a7 černý pěšec · b7 černý pěšec · d7 černý jezdec · f7 černý pěšec · g7 černý střelec · h7 černý pěšec · c6 černý pěšec · d6 bílý věž · f6 černý jezdec · g6 černý pěšec · e5 černý pěšec · c4 bílý pěšec · e4 bílý pěšec · c3 bílý jezdec · e3 bílý střelec · f3 bílý jezdec · h3 bílý pěšec · a2 bílý pěšec · b2 bílý pěšec · f2 bílý pěšec · g2 bílý pěšec · c1 bílý král · f1 bílý střelec · h1 bílý věž | 5 |
| 4 | a8 černý věž · c8 černý střelec · e8 černý věž · g8 černý král · a7 černý pěšec · b7 černý pěšec · d7 černý jezdec · f7 černý pěšec · g7 černý střelec · h7 černý pěšec · c6 černý pěšec · d6 bílý věž · f6 černý jezdec · g6 černý pěšec · e5 černý pěšec · c4 bílý pěšec · e4 bílý pěšec · c3 bílý jezdec · e3 bílý střelec · f3 bílý jezdec · h3 bílý pěšec · a2 bílý pěšec · b2 bílý pěšec · f2 bílý pěšec · g2 bílý pěšec · c1 bílý král · f1 bílý střelec · h1 bílý věž | a8 černý věž · c8 černý střelec · e8 černý věž · g8 černý král · a7 černý pěšec · b7 černý pěšec · d7 černý jezdec · f7 černý pěšec · g7 černý střelec · h7 černý pěšec · c6 černý pěšec · d6 bílý věž · f6 černý jezdec · g6 černý pěšec · e5 černý pěšec · c4 bílý pěšec · e4 bílý pěšec · c3 bílý jezdec · e3 bílý střelec · f3 bílý jezdec · h3 bílý pěšec · a2 bílý pěšec · b2 bílý pěšec · f2 bílý pěšec · g2 bílý pěšec · c1 bílý král · f1 bílý střelec · h1 bílý věž | a8 černý věž · c8 černý střelec · e8 černý věž · g8 černý král · a7 černý pěšec · b7 černý pěšec · d7 černý jezdec · f7 černý pěšec · g7 černý střelec · h7 černý pěšec · c6 černý pěšec · d6 bílý věž · f6 černý jezdec · g6 černý pěšec · e5 černý pěšec · c4 bílý pěšec · e4 bílý pěšec · c3 bílý jezdec · e3 bílý střelec · f3 bílý jezdec · h3 bílý pěšec · a2 bílý pěšec · b2 bílý pěšec · f2 bílý pěšec · g2 bílý pěšec · c1 bílý král · f1 bílý střelec · h1 bílý věž | a8 černý věž · c8 černý střelec · e8 černý věž · g8 černý král · a7 černý pěšec · b7 černý pěšec · d7 černý jezdec · f7 černý pěšec · g7 černý střelec · h7 černý pěšec · c6 černý pěšec · d6 bílý věž · f6 černý jezdec · g6 černý pěšec · e5 černý pěšec · c4 bílý pěšec · e4 bílý pěšec · c3 bílý jezdec · e3 bílý střelec · f3 bílý jezdec · h3 bílý pěšec · a2 bílý pěšec · b2 bílý pěšec · f2 bílý pěšec · g2 bílý pěšec · c1 bílý král · f1 bílý střelec · h1 bílý věž | a8 černý věž · c8 černý střelec · e8 černý věž · g8 černý král · a7 černý pěšec · b7 černý pěšec · d7 černý jezdec · f7 černý pěšec · g7 černý střelec · h7 černý pěšec · c6 černý pěšec · d6 bílý věž · f6 černý jezdec · g6 černý pěšec · e5 černý pěšec · c4 bílý pěšec · e4 bílý pěšec · c3 bílý jezdec · e3 bílý střelec · f3 bílý jezdec · h3 bílý pěšec · a2 bílý pěšec · b2 bílý pěšec · f2 bílý pěšec · g2 bílý pěšec · c1 bílý král · f1 bílý střelec · h1 bílý věž | a8 černý věž · c8 černý střelec · e8 černý věž · g8 černý král · a7 černý pěšec · b7 černý pěšec · d7 černý jezdec · f7 černý pěšec · g7 černý střelec · h7 černý pěšec · c6 černý pěšec · d6 bílý věž · f6 černý jezdec · g6 černý pěšec · e5 černý pěšec · c4 bílý pěšec · e4 bílý pěšec · c3 bílý jezdec · e3 bílý střelec · f3 bílý jezdec · h3 bílý pěšec · a2 bílý pěšec · b2 bílý pěšec · f2 bílý pěšec · g2 bílý pěšec · c1 bílý král · f1 bílý střelec · h1 bílý věž | a8 černý věž · c8 černý střelec · e8 černý věž · g8 černý král · a7 černý pěšec · b7 černý pěšec · d7 černý jezdec · f7 černý pěšec · g7 černý střelec · h7 černý pěšec · c6 černý pěšec · d6 bílý věž · f6 černý jezdec · g6 černý pěšec · e5 černý pěšec · c4 bílý pěšec · e4 bílý pěšec · c3 bílý jezdec · e3 bílý střelec · f3 bílý jezdec · h3 bílý pěšec · a2 bílý pěšec · b2 bílý pěšec · f2 bílý pěšec · g2 bílý pěšec · c1 bílý král · f1 bílý střelec · h1 bílý věž | a8 černý věž · c8 černý střelec · e8 černý věž · g8 černý král · a7 černý pěšec · b7 černý pěšec · d7 černý jezdec · f7 černý pěšec · g7 černý střelec · h7 černý pěšec · c6 černý pěšec · d6 bílý věž · f6 černý jezdec · g6 černý pěšec · e5 černý pěšec · c4 bílý pěšec · e4 bílý pěšec · c3 bílý jezdec · e3 bílý střelec · f3 bílý jezdec · h3 bílý pěšec · a2 bílý pěšec · b2 bílý pěšec · f2 bílý pěšec · g2 bílý pěšec · c1 bílý král · f1 bílý střelec · h1 bílý věž | 4 |
| 3 | a8 černý věž · c8 černý střelec · e8 černý věž · g8 černý král · a7 černý pěšec · b7 černý pěšec · d7 černý jezdec · f7 černý pěšec · g7 černý střelec · h7 černý pěšec · c6 černý pěšec · d6 bílý věž · f6 černý jezdec · g6 černý pěšec · e5 černý pěšec · c4 bílý pěšec · e4 bílý pěšec · c3 bílý jezdec · e3 bílý střelec · f3 bílý jezdec · h3 bílý pěšec · a2 bílý pěšec · b2 bílý pěšec · f2 bílý pěšec · g2 bílý pěšec · c1 bílý král · f1 bílý střelec · h1 bílý věž | a8 černý věž · c8 černý střelec · e8 černý věž · g8 černý král · a7 černý pěšec · b7 černý pěšec · d7 černý jezdec · f7 černý pěšec · g7 černý střelec · h7 černý pěšec · c6 černý pěšec · d6 bílý věž · f6 černý jezdec · g6 černý pěšec · e5 černý pěšec · c4 bílý pěšec · e4 bílý pěšec · c3 bílý jezdec · e3 bílý střelec · f3 bílý jezdec · h3 bílý pěšec · a2 bílý pěšec · b2 bílý pěšec · f2 bílý pěšec · g2 bílý pěšec · c1 bílý král · f1 bílý střelec · h1 bílý věž | a8 černý věž · c8 černý střelec · e8 černý věž · g8 černý král · a7 černý pěšec · b7 černý pěšec · d7 černý jezdec · f7 černý pěšec · g7 černý střelec · h7 černý pěšec · c6 černý pěšec · d6 bílý věž · f6 černý jezdec · g6 černý pěšec · e5 černý pěšec · c4 bílý pěšec · e4 bílý pěšec · c3 bílý jezdec · e3 bílý střelec · f3 bílý jezdec · h3 bílý pěšec · a2 bílý pěšec · b2 bílý pěšec · f2 bílý pěšec · g2 bílý pěšec · c1 bílý král · f1 bílý střelec · h1 bílý věž | a8 černý věž · c8 černý střelec · e8 černý věž · g8 černý král · a7 černý pěšec · b7 černý pěšec · d7 černý jezdec · f7 černý pěšec · g7 černý střelec · h7 černý pěšec · c6 černý pěšec · d6 bílý věž · f6 černý jezdec · g6 černý pěšec · e5 černý pěšec · c4 bílý pěšec · e4 bílý pěšec · c3 bílý jezdec · e3 bílý střelec · f3 bílý jezdec · h3 bílý pěšec · a2 bílý pěšec · b2 bílý pěšec · f2 bílý pěšec · g2 bílý pěšec · c1 bílý král · f1 bílý střelec · h1 bílý věž | a8 černý věž · c8 černý střelec · e8 černý věž · g8 černý král · a7 černý pěšec · b7 černý pěšec · d7 černý jezdec · f7 černý pěšec · g7 černý střelec · h7 černý pěšec · c6 černý pěšec · d6 bílý věž · f6 černý jezdec · g6 černý pěšec · e5 černý pěšec · c4 bílý pěšec · e4 bílý pěšec · c3 bílý jezdec · e3 bílý střelec · f3 bílý jezdec · h3 bílý pěšec · a2 bílý pěšec · b2 bílý pěšec · f2 bílý pěšec · g2 bílý pěšec · c1 bílý král · f1 bílý střelec · h1 bílý věž | a8 černý věž · c8 černý střelec · e8 černý věž · g8 černý král · a7 černý pěšec · b7 černý pěšec · d7 černý jezdec · f7 černý pěšec · g7 černý střelec · h7 černý pěšec · c6 černý pěšec · d6 bílý věž · f6 černý jezdec · g6 černý pěšec · e5 černý pěšec · c4 bílý pěšec · e4 bílý pěšec · c3 bílý jezdec · e3 bílý střelec · f3 bílý jezdec · h3 bílý pěšec · a2 bílý pěšec · b2 bílý pěšec · f2 bílý pěšec · g2 bílý pěšec · c1 bílý král · f1 bílý střelec · h1 bílý věž | a8 černý věž · c8 černý střelec · e8 černý věž · g8 černý král · a7 černý pěšec · b7 černý pěšec · d7 černý jezdec · f7 černý pěšec · g7 černý střelec · h7 černý pěšec · c6 černý pěšec · d6 bílý věž · f6 černý jezdec · g6 černý pěšec · e5 černý pěšec · c4 bílý pěšec · e4 bílý pěšec · c3 bílý jezdec · e3 bílý střelec · f3 bílý jezdec · h3 bílý pěšec · a2 bílý pěšec · b2 bílý pěšec · f2 bílý pěšec · g2 bílý pěšec · c1 bílý král · f1 bílý střelec · h1 bílý věž | a8 černý věž · c8 černý střelec · e8 černý věž · g8 černý král · a7 černý pěšec · b7 černý pěšec · d7 černý jezdec · f7 černý pěšec · g7 černý střelec · h7 černý pěšec · c6 černý pěšec · d6 bílý věž · f6 černý jezdec · g6 černý pěšec · e5 černý pěšec · c4 bílý pěšec · e4 bílý pěšec · c3 bílý jezdec · e3 bílý střelec · f3 bílý jezdec · h3 bílý pěšec · a2 bílý pěšec · b2 bílý pěšec · f2 bílý pěšec · g2 bílý pěšec · c1 bílý král · f1 bílý střelec · h1 bílý věž | 3 |
| 2 | a8 černý věž · c8 černý střelec · e8 černý věž · g8 černý král · a7 černý pěšec · b7 černý pěšec · d7 černý jezdec · f7 černý pěšec · g7 černý střelec · h7 černý pěšec · c6 černý pěšec · d6 bílý věž · f6 černý jezdec · g6 černý pěšec · e5 černý pěšec · c4 bílý pěšec · e4 bílý pěšec · c3 bílý jezdec · e3 bílý střelec · f3 bílý jezdec · h3 bílý pěšec · a2 bílý pěšec · b2 bílý pěšec · f2 bílý pěšec · g2 bílý pěšec · c1 bílý král · f1 bílý střelec · h1 bílý věž | a8 černý věž · c8 černý střelec · e8 černý věž · g8 černý král · a7 černý pěšec · b7 černý pěšec · d7 černý jezdec · f7 černý pěšec · g7 černý střelec · h7 černý pěšec · c6 černý pěšec · d6 bílý věž · f6 černý jezdec · g6 černý pěšec · e5 černý pěšec · c4 bílý pěšec · e4 bílý pěšec · c3 bílý jezdec · e3 bílý střelec · f3 bílý jezdec · h3 bílý pěšec · a2 bílý pěšec · b2 bílý pěšec · f2 bílý pěšec · g2 bílý pěšec · c1 bílý král · f1 bílý střelec · h1 bílý věž | a8 černý věž · c8 černý střelec · e8 černý věž · g8 černý král · a7 černý pěšec · b7 černý pěšec · d7 černý jezdec · f7 černý pěšec · g7 černý střelec · h7 černý pěšec · c6 černý pěšec · d6 bílý věž · f6 černý jezdec · g6 černý pěšec · e5 černý pěšec · c4 bílý pěšec · e4 bílý pěšec · c3 bílý jezdec · e3 bílý střelec · f3 bílý jezdec · h3 bílý pěšec · a2 bílý pěšec · b2 bílý pěšec · f2 bílý pěšec · g2 bílý pěšec · c1 bílý král · f1 bílý střelec · h1 bílý věž | a8 černý věž · c8 černý střelec · e8 černý věž · g8 černý král · a7 černý pěšec · b7 černý pěšec · d7 černý jezdec · f7 černý pěšec · g7 černý střelec · h7 černý pěšec · c6 černý pěšec · d6 bílý věž · f6 černý jezdec · g6 černý pěšec · e5 černý pěšec · c4 bílý pěšec · e4 bílý pěšec · c3 bílý jezdec · e3 bílý střelec · f3 bílý jezdec · h3 bílý pěšec · a2 bílý pěšec · b2 bílý pěšec · f2 bílý pěšec · g2 bílý pěšec · c1 bílý král · f1 bílý střelec · h1 bílý věž | a8 černý věž · c8 černý střelec · e8 černý věž · g8 černý král · a7 černý pěšec · b7 černý pěšec · d7 černý jezdec · f7 černý pěšec · g7 černý střelec · h7 černý pěšec · c6 černý pěšec · d6 bílý věž · f6 černý jezdec · g6 černý pěšec · e5 černý pěšec · c4 bílý pěšec · e4 bílý pěšec · c3 bílý jezdec · e3 bílý střelec · f3 bílý jezdec · h3 bílý pěšec · a2 bílý pěšec · b2 bílý pěšec · f2 bílý pěšec · g2 bílý pěšec · c1 bílý král · f1 bílý střelec · h1 bílý věž | a8 černý věž · c8 černý střelec · e8 černý věž · g8 černý král · a7 černý pěšec · b7 černý pěšec · d7 černý jezdec · f7 černý pěšec · g7 černý střelec · h7 černý pěšec · c6 černý pěšec · d6 bílý věž · f6 černý jezdec · g6 černý pěšec · e5 černý pěšec · c4 bílý pěšec · e4 bílý pěšec · c3 bílý jezdec · e3 bílý střelec · f3 bílý jezdec · h3 bílý pěšec · a2 bílý pěšec · b2 bílý pěšec · f2 bílý pěšec · g2 bílý pěšec · c1 bílý král · f1 bílý střelec · h1 bílý věž | a8 černý věž · c8 černý střelec · e8 černý věž · g8 černý král · a7 černý pěšec · b7 černý pěšec · d7 černý jezdec · f7 černý pěšec · g7 černý střelec · h7 černý pěšec · c6 černý pěšec · d6 bílý věž · f6 černý jezdec · g6 černý pěšec · e5 černý pěšec · c4 bílý pěšec · e4 bílý pěšec · c3 bílý jezdec · e3 bílý střelec · f3 bílý jezdec · h3 bílý pěšec · a2 bílý pěšec · b2 bílý pěšec · f2 bílý pěšec · g2 bílý pěšec · c1 bílý král · f1 bílý střelec · h1 bílý věž | a8 černý věž · c8 černý střelec · e8 černý věž · g8 černý král · a7 černý pěšec · b7 černý pěšec · d7 černý jezdec · f7 černý pěšec · g7 černý střelec · h7 černý pěšec · c6 černý pěšec · d6 bílý věž · f6 černý jezdec · g6 černý pěšec · e5 černý pěšec · c4 bílý pěšec · e4 bílý pěšec · c3 bílý jezdec · e3 bílý střelec · f3 bílý jezdec · h3 bílý pěšec · a2 bílý pěšec · b2 bílý pěšec · f2 bílý pěšec · g2 bílý pěšec · c1 bílý král · f1 bílý střelec · h1 bílý věž | 2 |
| 1 | a8 černý věž · c8 černý střelec · e8 černý věž · g8 černý král · a7 černý pěšec · b7 černý pěšec · d7 černý jezdec · f7 černý pěšec · g7 černý střelec · h7 černý pěšec · c6 černý pěšec · d6 bílý věž · f6 černý jezdec · g6 černý pěšec · e5 černý pěšec · c4 bílý pěšec · e4 bílý pěšec · c3 bílý jezdec · e3 bílý střelec · f3 bílý jezdec · h3 bílý pěšec · a2 bílý pěšec · b2 bílý pěšec · f2 bílý pěšec · g2 bílý pěšec · c1 bílý král · f1 bílý střelec · h1 bílý věž | a8 černý věž · c8 černý střelec · e8 černý věž · g8 černý král · a7 černý pěšec · b7 černý pěšec · d7 černý jezdec · f7 černý pěšec · g7 černý střelec · h7 černý pěšec · c6 černý pěšec · d6 bílý věž · f6 černý jezdec · g6 černý pěšec · e5 černý pěšec · c4 bílý pěšec · e4 bílý pěšec · c3 bílý jezdec · e3 bílý střelec · f3 bílý jezdec · h3 bílý pěšec · a2 bílý pěšec · b2 bílý pěšec · f2 bílý pěšec · g2 bílý pěšec · c1 bílý král · f1 bílý střelec · h1 bílý věž | a8 černý věž · c8 černý střelec · e8 černý věž · g8 černý král · a7 černý pěšec · b7 černý pěšec · d7 černý jezdec · f7 černý pěšec · g7 černý střelec · h7 černý pěšec · c6 černý pěšec · d6 bílý věž · f6 černý jezdec · g6 černý pěšec · e5 černý pěšec · c4 bílý pěšec · e4 bílý pěšec · c3 bílý jezdec · e3 bílý střelec · f3 bílý jezdec · h3 bílý pěšec · a2 bílý pěšec · b2 bílý pěšec · f2 bílý pěšec · g2 bílý pěšec · c1 bílý král · f1 bílý střelec · h1 bílý věž | a8 černý věž · c8 černý střelec · e8 černý věž · g8 černý král · a7 černý pěšec · b7 černý pěšec · d7 černý jezdec · f7 černý pěšec · g7 černý střelec · h7 černý pěšec · c6 černý pěšec · d6 bílý věž · f6 černý jezdec · g6 černý pěšec · e5 černý pěšec · c4 bílý pěšec · e4 bílý pěšec · c3 bílý jezdec · e3 bílý střelec · f3 bílý jezdec · h3 bílý pěšec · a2 bílý pěšec · b2 bílý pěšec · f2 bílý pěšec · g2 bílý pěšec · c1 bílý král · f1 bílý střelec · h1 bílý věž | a8 černý věž · c8 černý střelec · e8 černý věž · g8 černý král · a7 černý pěšec · b7 černý pěšec · d7 černý jezdec · f7 černý pěšec · g7 černý střelec · h7 černý pěšec · c6 černý pěšec · d6 bílý věž · f6 černý jezdec · g6 černý pěšec · e5 černý pěšec · c4 bílý pěšec · e4 bílý pěšec · c3 bílý jezdec · e3 bílý střelec · f3 bílý jezdec · h3 bílý pěšec · a2 bílý pěšec · b2 bílý pěšec · f2 bílý pěšec · g2 bílý pěšec · c1 bílý král · f1 bílý střelec · h1 bílý věž | a8 černý věž · c8 černý střelec · e8 černý věž · g8 černý král · a7 černý pěšec · b7 černý pěšec · d7 černý jezdec · f7 černý pěšec · g7 černý střelec · h7 černý pěšec · c6 černý pěšec · d6 bílý věž · f6 černý jezdec · g6 černý pěšec · e5 černý pěšec · c4 bílý pěšec · e4 bílý pěšec · c3 bílý jezdec · e3 bílý střelec · f3 bílý jezdec · h3 bílý pěšec · a2 bílý pěšec · b2 bílý pěšec · f2 bílý pěšec · g2 bílý pěšec · c1 bílý král · f1 bílý střelec · h1 bílý věž | a8 černý věž · c8 černý střelec · e8 černý věž · g8 černý král · a7 černý pěšec · b7 černý pěšec · d7 černý jezdec · f7 černý pěšec · g7 černý střelec · h7 černý pěšec · c6 černý pěšec · d6 bílý věž · f6 černý jezdec · g6 černý pěšec · e5 černý pěšec · c4 bílý pěšec · e4 bílý pěšec · c3 bílý jezdec · e3 bílý střelec · f3 bílý jezdec · h3 bílý pěšec · a2 bílý pěšec · b2 bílý pěšec · f2 bílý pěšec · g2 bílý pěšec · c1 bílý král · f1 bílý střelec · h1 bílý věž | a8 černý věž · c8 černý střelec · e8 černý věž · g8 černý král · a7 černý pěšec · b7 černý pěšec · d7 černý jezdec · f7 černý pěšec · g7 černý střelec · h7 černý pěšec · c6 černý pěšec · d6 bílý věž · f6 černý jezdec · g6 černý pěšec · e5 černý pěšec · c4 bílý pěšec · e4 bílý pěšec · c3 bílý jezdec · e3 bílý střelec · f3 bílý jezdec · h3 bílý pěšec · a2 bílý pěšec · b2 bílý pěšec · f2 bílý pěšec · g2 bílý pěšec · c1 bílý král · f1 bílý střelec · h1 bílý věž | 1 |
|   | a | b | c | d | e | f | g | h |   |

### Principy strategie
Šachová strategie se zabývá hodnocením šachových pozic a stanovováním cílů a dlouhodobých plánů budoucí hry. Hodnotu pozice určuje hodnota kamenů na šachovnici, pěšcová struktura pozice, bezpečnost králů, ovládání prostoru šachovnice a zejména ovládání klíčových polí a skupin polí (např. diagonál, otevřených sloupců, černých či bílých polí).
|   | a | b | c | d | e | f | g | h |   |
| 8 | a7 černý pěšec · b7 černý pěšec · f7 černý pěšec · h7 černý pěšec · c6 černý pěšec · g6 černý pěšec · e5 černý pěšec · c4 bílý pěšec · e4 bílý pěšec · h3 bílý pěšec · a2 bílý pěšec · b2 bílý pěšec · f2 bílý pěšec · g2 bílý pěšec | a7 černý pěšec · b7 černý pěšec · f7 černý pěšec · h7 černý pěšec · c6 černý pěšec · g6 černý pěšec · e5 černý pěšec · c4 bílý pěšec · e4 bílý pěšec · h3 bílý pěšec · a2 bílý pěšec · b2 bílý pěšec · f2 bílý pěšec · g2 bílý pěšec | a7 černý pěšec · b7 černý pěšec · f7 černý pěšec · h7 černý pěšec · c6 černý pěšec · g6 černý pěšec · e5 černý pěšec · c4 bílý pěšec · e4 bílý pěšec · h3 bílý pěšec · a2 bílý pěšec · b2 bílý pěšec · f2 bílý pěšec · g2 bílý pěšec | a7 černý pěšec · b7 černý pěšec · f7 černý pěšec · h7 černý pěšec · c6 černý pěšec · g6 černý pěšec · e5 černý pěšec · c4 bílý pěšec · e4 bílý pěšec · h3 bílý pěšec · a2 bílý pěšec · b2 bílý pěšec · f2 bílý pěšec · g2 bílý pěšec | a7 černý pěšec · b7 černý pěšec · f7 černý pěšec · h7 černý pěšec · c6 černý pěšec · g6 černý pěšec · e5 černý pěšec · c4 bílý pěšec · e4 bílý pěšec · h3 bílý pěšec · a2 bílý pěšec · b2 bílý pěšec · f2 bílý pěšec · g2 bílý pěšec | a7 černý pěšec · b7 černý pěšec · f7 černý pěšec · h7 černý pěšec · c6 černý pěšec · g6 černý pěšec · e5 černý pěšec · c4 bílý pěšec · e4 bílý pěšec · h3 bílý pěšec · a2 bílý pěšec · b2 bílý pěšec · f2 bílý pěšec · g2 bílý pěšec | a7 černý pěšec · b7 černý pěšec · f7 černý pěšec · h7 černý pěšec · c6 černý pěšec · g6 černý pěšec · e5 černý pěšec · c4 bílý pěšec · e4 bílý pěšec · h3 bílý pěšec · a2 bílý pěšec · b2 bílý pěšec · f2 bílý pěšec · g2 bílý pěšec | a7 černý pěšec · b7 černý pěšec · f7 černý pěšec · h7 černý pěšec · c6 černý pěšec · g6 černý pěšec · e5 černý pěšec · c4 bílý pěšec · e4 bílý pěšec · h3 bílý pěšec · a2 bílý pěšec · b2 bílý pěšec · f2 bílý pěšec · g2 bílý pěšec | 8 |
| 7 | a7 černý pěšec · b7 černý pěšec · f7 černý pěšec · h7 černý pěšec · c6 černý pěšec · g6 černý pěšec · e5 černý pěšec · c4 bílý pěšec · e4 bílý pěšec · h3 bílý pěšec · a2 bílý pěšec · b2 bílý pěšec · f2 bílý pěšec · g2 bílý pěšec | a7 černý pěšec · b7 černý pěšec · f7 černý pěšec · h7 černý pěšec · c6 černý pěšec · g6 černý pěšec · e5 černý pěšec · c4 bílý pěšec · e4 bílý pěšec · h3 bílý pěšec · a2 bílý pěšec · b2 bílý pěšec · f2 bílý pěšec · g2 bílý pěšec | a7 černý pěšec · b7 černý pěšec · f7 černý pěšec · h7 černý pěšec · c6 černý pěšec · g6 černý pěšec · e5 černý pěšec · c4 bílý pěšec · e4 bílý pěšec · h3 bílý pěšec · a2 bílý pěšec · b2 bílý pěšec · f2 bílý pěšec · g2 bílý pěšec | a7 černý pěšec · b7 černý pěšec · f7 černý pěšec · h7 černý pěšec · c6 černý pěšec · g6 černý pěšec · e5 černý pěšec · c4 bílý pěšec · e4 bílý pěšec · h3 bílý pěšec · a2 bílý pěšec · b2 bílý pěšec · f2 bílý pěšec · g2 bílý pěšec | a7 černý pěšec · b7 černý pěšec · f7 černý pěšec · h7 černý pěšec · c6 černý pěšec · g6 černý pěšec · e5 černý pěšec · c4 bílý pěšec · e4 bílý pěšec · h3 bílý pěšec · a2 bílý pěšec · b2 bílý pěšec · f2 bílý pěšec · g2 bílý pěšec | a7 černý pěšec · b7 černý pěšec · f7 černý pěšec · h7 černý pěšec · c6 černý pěšec · g6 černý pěšec · e5 černý pěšec · c4 bílý pěšec · e4 bílý pěšec · h3 bílý pěšec · a2 bílý pěšec · b2 bílý pěšec · f2 bílý pěšec · g2 bílý pěšec | a7 černý pěšec · b7 černý pěšec · f7 černý pěšec · h7 černý pěšec · c6 černý pěšec · g6 černý pěšec · e5 černý pěšec · c4 bílý pěšec · e4 bílý pěšec · h3 bílý pěšec · a2 bílý pěšec · b2 bílý pěšec · f2 bílý pěšec · g2 bílý pěšec | a7 černý pěšec · b7 černý pěšec · f7 černý pěšec · h7 černý pěšec · c6 černý pěšec · g6 černý pěšec · e5 černý pěšec · c4 bílý pěšec · e4 bílý pěšec · h3 bílý pěšec · a2 bílý pěšec · b2 bílý pěšec · f2 bílý pěšec · g2 bílý pěšec | 7 |
| 6 | a7 černý pěšec · b7 černý pěšec · f7 černý pěšec · h7 černý pěšec · c6 černý pěšec · g6 černý pěšec · e5 černý pěšec · c4 bílý pěšec · e4 bílý pěšec · h3 bílý pěšec · a2 bílý pěšec · b2 bílý pěšec · f2 bílý pěšec · g2 bílý pěšec | a7 černý pěšec · b7 černý pěšec · f7 černý pěšec · h7 černý pěšec · c6 černý pěšec · g6 černý pěšec · e5 černý pěšec · c4 bílý pěšec · e4 bílý pěšec · h3 bílý pěšec · a2 bílý pěšec · b2 bílý pěšec · f2 bílý pěšec · g2 bílý pěšec | a7 černý pěšec · b7 černý pěšec · f7 černý pěšec · h7 černý pěšec · c6 černý pěšec · g6 černý pěšec · e5 černý pěšec · c4 bílý pěšec · e4 bílý pěšec · h3 bílý pěšec · a2 bílý pěšec · b2 bílý pěšec · f2 bílý pěšec · g2 bílý pěšec | a7 černý pěšec · b7 černý pěšec · f7 černý pěšec · h7 černý pěšec · c6 černý pěšec · g6 černý pěšec · e5 černý pěšec · c4 bílý pěšec · e4 bílý pěšec · h3 bílý pěšec · a2 bílý pěšec · b2 bílý pěšec · f2 bílý pěšec · g2 bílý pěšec | a7 černý pěšec · b7 černý pěšec · f7 černý pěšec · h7 černý pěšec · c6 černý pěšec · g6 černý pěšec · e5 černý pěšec · c4 bílý pěšec · e4 bílý pěšec · h3 bílý pěšec · a2 bílý pěšec · b2 bílý pěšec · f2 bílý pěšec · g2 bílý pěšec | a7 černý pěšec · b7 černý pěšec · f7 černý pěšec · h7 černý pěšec · c6 černý pěšec · g6 černý pěšec · e5 černý pěšec · c4 bílý pěšec · e4 bílý pěšec · h3 bílý pěšec · a2 bílý pěšec · b2 bílý pěšec · f2 bílý pěšec · g2 bílý pěšec | a7 černý pěšec · b7 černý pěšec · f7 černý pěšec · h7 černý pěšec · c6 černý pěšec · g6 černý pěšec · e5 černý pěšec · c4 bílý pěšec · e4 bílý pěšec · h3 bílý pěšec · a2 bílý pěšec · b2 bílý pěšec · f2 bílý pěšec · g2 bílý pěšec | a7 černý pěšec · b7 černý pěšec · f7 černý pěšec · h7 černý pěšec · c6 černý pěšec · g6 černý pěšec · e5 černý pěšec · c4 bílý pěšec · e4 bílý pěšec · h3 bílý pěšec · a2 bílý pěšec · b2 bílý pěšec · f2 bílý pěšec · g2 bílý pěšec | 6 |
| 5 | a7 černý pěšec · b7 černý pěšec · f7 černý pěšec · h7 černý pěšec · c6 černý pěšec · g6 černý pěšec · e5 černý pěšec · c4 bílý pěšec · e4 bílý pěšec · h3 bílý pěšec · a2 bílý pěšec · b2 bílý pěšec · f2 bílý pěšec · g2 bílý pěšec | a7 černý pěšec · b7 černý pěšec · f7 černý pěšec · h7 černý pěšec · c6 černý pěšec · g6 černý pěšec · e5 černý pěšec · c4 bílý pěšec · e4 bílý pěšec · h3 bílý pěšec · a2 bílý pěšec · b2 bílý pěšec · f2 bílý pěšec · g2 bílý pěšec | a7 černý pěšec · b7 černý pěšec · f7 černý pěšec · h7 černý pěšec · c6 černý pěšec · g6 černý pěšec · e5 černý pěšec · c4 bílý pěšec · e4 bílý pěšec · h3 bílý pěšec · a2 bílý pěšec · b2 bílý pěšec · f2 bílý pěšec · g2 bílý pěšec | a7 černý pěšec · b7 černý pěšec · f7 černý pěšec · h7 černý pěšec · c6 černý pěšec · g6 černý pěšec · e5 černý pěšec · c4 bílý pěšec · e4 bílý pěšec · h3 bílý pěšec · a2 bílý pěšec · b2 bílý pěšec · f2 bílý pěšec · g2 bílý pěšec | a7 černý pěšec · b7 černý pěšec · f7 černý pěšec · h7 černý pěšec · c6 černý pěšec · g6 černý pěšec · e5 černý pěšec · c4 bílý pěšec · e4 bílý pěšec · h3 bílý pěšec · a2 bílý pěšec · b2 bílý pěšec · f2 bílý pěšec · g2 bílý pěšec | a7 černý pěšec · b7 černý pěšec · f7 černý pěšec · h7 černý pěšec · c6 černý pěšec · g6 černý pěšec · e5 černý pěšec · c4 bílý pěšec · e4 bílý pěšec · h3 bílý pěšec · a2 bílý pěšec · b2 bílý pěšec · f2 bílý pěšec · g2 bílý pěšec | a7 černý pěšec · b7 černý pěšec · f7 černý pěšec · h7 černý pěšec · c6 černý pěšec · g6 černý pěšec · e5 černý pěšec · c4 bílý pěšec · e4 bílý pěšec · h3 bílý pěšec · a2 bílý pěšec · b2 bílý pěšec · f2 bílý pěšec · g2 bílý pěšec | a7 černý pěšec · b7 černý pěšec · f7 černý pěšec · h7 černý pěšec · c6 černý pěšec · g6 černý pěšec · e5 černý pěšec · c4 bílý pěšec · e4 bílý pěšec · h3 bílý pěšec · a2 bílý pěšec · b2 bílý pěšec · f2 bílý pěšec · g2 bílý pěšec | 5 |
| 4 | a7 černý pěšec · b7 černý pěšec · f7 černý pěšec · h7 černý pěšec · c6 černý pěšec · g6 černý pěšec · e5 černý pěšec · c4 bílý pěšec · e4 bílý pěšec · h3 bílý pěšec · a2 bílý pěšec · b2 bílý pěšec · f2 bílý pěšec · g2 bílý pěšec | a7 černý pěšec · b7 černý pěšec · f7 černý pěšec · h7 černý pěšec · c6 černý pěšec · g6 černý pěšec · e5 černý pěšec · c4 bílý pěšec · e4 bílý pěšec · h3 bílý pěšec · a2 bílý pěšec · b2 bílý pěšec · f2 bílý pěšec · g2 bílý pěšec | a7 černý pěšec · b7 černý pěšec · f7 černý pěšec · h7 černý pěšec · c6 černý pěšec · g6 černý pěšec · e5 černý pěšec · c4 bílý pěšec · e4 bílý pěšec · h3 bílý pěšec · a2 bílý pěšec · b2 bílý pěšec · f2 bílý pěšec · g2 bílý pěšec | a7 černý pěšec · b7 černý pěšec · f7 černý pěšec · h7 černý pěšec · c6 černý pěšec · g6 černý pěšec · e5 černý pěšec · c4 bílý pěšec · e4 bílý pěšec · h3 bílý pěšec · a2 bílý pěšec · b2 bílý pěšec · f2 bílý pěšec · g2 bílý pěšec | a7 černý pěšec · b7 černý pěšec · f7 černý pěšec · h7 černý pěšec · c6 černý pěšec · g6 černý pěšec · e5 černý pěšec · c4 bílý pěšec · e4 bílý pěšec · h3 bílý pěšec · a2 bílý pěšec · b2 bílý pěšec · f2 bílý pěšec · g2 bílý pěšec | a7 černý pěšec · b7 černý pěšec · f7 černý pěšec · h7 černý pěšec · c6 černý pěšec · g6 černý pěšec · e5 černý pěšec · c4 bílý pěšec · e4 bílý pěšec · h3 bílý pěšec · a2 bílý pěšec · b2 bílý pěšec · f2 bílý pěšec · g2 bílý pěšec | a7 černý pěšec · b7 černý pěšec · f7 černý pěšec · h7 černý pěšec · c6 černý pěšec · g6 černý pěšec · e5 černý pěšec · c4 bílý pěšec · e4 bílý pěšec · h3 bílý pěšec · a2 bílý pěšec · b2 bílý pěšec · f2 bílý pěšec · g2 bílý pěšec | a7 černý pěšec · b7 černý pěšec · f7 černý pěšec · h7 černý pěšec · c6 černý pěšec · g6 černý pěšec · e5 černý pěšec · c4 bílý pěšec · e4 bílý pěšec · h3 bílý pěšec · a2 bílý pěšec · b2 bílý pěšec · f2 bílý pěšec · g2 bílý pěšec | 4 |
| 3 | a7 černý pěšec · b7 černý pěšec · f7 černý pěšec · h7 černý pěšec · c6 černý pěšec · g6 černý pěšec · e5 černý pěšec · c4 bílý pěšec · e4 bílý pěšec · h3 bílý pěšec · a2 bílý pěšec · b2 bílý pěšec · f2 bílý pěšec · g2 bílý pěšec | a7 černý pěšec · b7 černý pěšec · f7 černý pěšec · h7 černý pěšec · c6 černý pěšec · g6 černý pěšec · e5 černý pěšec · c4 bílý pěšec · e4 bílý pěšec · h3 bílý pěšec · a2 bílý pěšec · b2 bílý pěšec · f2 bílý pěšec · g2 bílý pěšec | a7 černý pěšec · b7 černý pěšec · f7 černý pěšec · h7 černý pěšec · c6 černý pěšec · g6 černý pěšec · e5 černý pěšec · c4 bílý pěšec · e4 bílý pěšec · h3 bílý pěšec · a2 bílý pěšec · b2 bílý pěšec · f2 bílý pěšec · g2 bílý pěšec | a7 černý pěšec · b7 černý pěšec · f7 černý pěšec · h7 černý pěšec · c6 černý pěšec · g6 černý pěšec · e5 černý pěšec · c4 bílý pěšec · e4 bílý pěšec · h3 bílý pěšec · a2 bílý pěšec · b2 bílý pěšec · f2 bílý pěšec · g2 bílý pěšec | a7 černý pěšec · b7 černý pěšec · f7 černý pěšec · h7 černý pěšec · c6 černý pěšec · g6 černý pěšec · e5 černý pěšec · c4 bílý pěšec · e4 bílý pěšec · h3 bílý pěšec · a2 bílý pěšec · b2 bílý pěšec · f2 bílý pěšec · g2 bílý pěšec | a7 černý pěšec · b7 černý pěšec · f7 černý pěšec · h7 černý pěšec · c6 černý pěšec · g6 černý pěšec · e5 černý pěšec · c4 bílý pěšec · e4 bílý pěšec · h3 bílý pěšec · a2 bílý pěšec · b2 bílý pěšec · f2 bílý pěšec · g2 bílý pěšec | a7 černý pěšec · b7 černý pěšec · f7 černý pěšec · h7 černý pěšec · c6 černý pěšec · g6 černý pěšec · e5 černý pěšec · c4 bílý pěšec · e4 bílý pěšec · h3 bílý pěšec · a2 bílý pěšec · b2 bílý pěšec · f2 bílý pěšec · g2 bílý pěšec | a7 černý pěšec · b7 černý pěšec · f7 černý pěšec · h7 černý pěšec · c6 černý pěšec · g6 černý pěšec · e5 černý pěšec · c4 bílý pěšec · e4 bílý pěšec · h3 bílý pěšec · a2 bílý pěšec · b2 bílý pěšec · f2 bílý pěšec · g2 bílý pěšec | 3 |
| 2 | a7 černý pěšec · b7 černý pěšec · f7 černý pěšec · h7 černý pěšec · c6 černý pěšec · g6 černý pěšec · e5 černý pěšec · c4 bílý pěšec · e4 bílý pěšec · h3 bílý pěšec · a2 bílý pěšec · b2 bílý pěšec · f2 bílý pěšec · g2 bílý pěšec | a7 černý pěšec · b7 černý pěšec · f7 černý pěšec · h7 černý pěšec · c6 černý pěšec · g6 černý pěšec · e5 černý pěšec · c4 bílý pěšec · e4 bílý pěšec · h3 bílý pěšec · a2 bílý pěšec · b2 bílý pěšec · f2 bílý pěšec · g2 bílý pěšec | a7 černý pěšec · b7 černý pěšec · f7 černý pěšec · h7 černý pěšec · c6 černý pěšec · g6 černý pěšec · e5 černý pěšec · c4 bílý pěšec · e4 bílý pěšec · h3 bílý pěšec · a2 bílý pěšec · b2 bílý pěšec · f2 bílý pěšec · g2 bílý pěšec | a7 černý pěšec · b7 černý pěšec · f7 černý pěšec · h7 černý pěšec · c6 černý pěšec · g6 černý pěšec · e5 černý pěšec · c4 bílý pěšec · e4 bílý pěšec · h3 bílý pěšec · a2 bílý pěšec · b2 bílý pěšec · f2 bílý pěšec · g2 bílý pěšec | a7 černý pěšec · b7 černý pěšec · f7 černý pěšec · h7 černý pěšec · c6 černý pěšec · g6 černý pěšec · e5 černý pěšec · c4 bílý pěšec · e4 bílý pěšec · h3 bílý pěšec · a2 bílý pěšec · b2 bílý pěšec · f2 bílý pěšec · g2 bílý pěšec | a7 černý pěšec · b7 černý pěšec · f7 černý pěšec · h7 černý pěšec · c6 černý pěšec · g6 černý pěšec · e5 černý pěšec · c4 bílý pěšec · e4 bílý pěšec · h3 bílý pěšec · a2 bílý pěšec · b2 bílý pěšec · f2 bílý pěšec · g2 bílý pěšec | a7 černý pěšec · b7 černý pěšec · f7 černý pěšec · h7 černý pěšec · c6 černý pěšec · g6 černý pěšec · e5 černý pěšec · c4 bílý pěšec · e4 bílý pěšec · h3 bílý pěšec · a2 bílý pěšec · b2 bílý pěšec · f2 bílý pěšec · g2 bílý pěšec | a7 černý pěšec · b7 černý pěšec · f7 černý pěšec · h7 černý pěšec · c6 černý pěšec · g6 černý pěšec · e5 černý pěšec · c4 bílý pěšec · e4 bílý pěšec · h3 bílý pěšec · a2 bílý pěšec · b2 bílý pěšec · f2 bílý pěšec · g2 bílý pěšec | 2 |
| 1 | a7 černý pěšec · b7 černý pěšec · f7 černý pěšec · h7 černý pěšec · c6 černý pěšec · g6 černý pěšec · e5 černý pěšec · c4 bílý pěšec · e4 bílý pěšec · h3 bílý pěšec · a2 bílý pěšec · b2 bílý pěšec · f2 bílý pěšec · g2 bílý pěšec | a7 černý pěšec · b7 černý pěšec · f7 černý pěšec · h7 černý pěšec · c6 černý pěšec · g6 černý pěšec · e5 černý pěšec · c4 bílý pěšec · e4 bílý pěšec · h3 bílý pěšec · a2 bílý pěšec · b2 bílý pěšec · f2 bílý pěšec · g2 bílý pěšec | a7 černý pěšec · b7 černý pěšec · f7 černý pěšec · h7 černý pěšec · c6 černý pěšec · g6 černý pěšec · e5 černý pěšec · c4 bílý pěšec · e4 bílý pěšec · h3 bílý pěšec · a2 bílý pěšec · b2 bílý pěšec · f2 bílý pěšec · g2 bílý pěšec | a7 černý pěšec · b7 černý pěšec · f7 černý pěšec · h7 černý pěšec · c6 černý pěšec · g6 černý pěšec · e5 černý pěšec · c4 bílý pěšec · e4 bílý pěšec · h3 bílý pěšec · a2 bílý pěšec · b2 bílý pěšec · f2 bílý pěšec · g2 bílý pěšec | a7 černý pěšec · b7 černý pěšec · f7 černý pěšec · h7 černý pěšec · c6 černý pěšec · g6 černý pěšec · e5 černý pěšec · c4 bílý pěšec · e4 bílý pěšec · h3 bílý pěšec · a2 bílý pěšec · b2 bílý pěšec · f2 bílý pěšec · g2 bílý pěšec | a7 černý pěšec · b7 černý pěšec · f7 černý pěšec · h7 černý pěšec · c6 černý pěšec · g6 černý pěšec · e5 černý pěšec · c4 bílý pěšec · e4 bílý pěšec · h3 bílý pěšec · a2 bílý pěšec · b2 bílý pěšec · f2 bílý pěšec · g2 bílý pěšec | a7 černý pěšec · b7 černý pěšec · f7 černý pěšec · h7 černý pěšec · c6 černý pěšec · g6 černý pěšec · e5 černý pěšec · c4 bílý pěšec · e4 bílý pěšec · h3 bílý pěšec · a2 bílý pěšec · b2 bílý pěšec · f2 bílý pěšec · g2 bílý pěšec | a7 černý pěšec · b7 černý pěšec · f7 černý pěšec · h7 černý pěšec · c6 černý pěšec · g6 černý pěšec · e5 černý pěšec · c4 bílý pěšec · e4 bílý pěšec · h3 bílý pěšec · a2 bílý pěšec · b2 bílý pěšec · f2 bílý pěšec · g2 bílý pěšec | 1 |
|   | a | b | c | d | e | f | g | h |   |

Nejzákladnějším úkolem je spočítat celkovou hodnotu kamenů na obou stranách. Bodové hodnoty jsou založeny na zkušenosti; obvykle se pěšci počítají po jednom bodu, střelci a jezdci po třech bodech, věže po pěti bodech (rozdíl hodnot mezi věží a střelcem či jezdcem se označuje jako kvalita) a dámy kolem devíti bodů. Cena krále je sice neomezená, protože jeho pádem končí partie, ale jeho bojová hodnota v koncovce se rovná zhruba čtyřem bodům. Tyto základní body se pak modifikují dalšími faktory, jako je umístění kamenů (například postoupivší pěšci jsou obvykle cennější než pěšci ve výchozím postavení), koordinace mezi kameny (například dvojice střelců koordinuje obvykle lépe než dvojice střelec a jezdec) či typ pozice (jezdci jsou obecně lepší v uzavřených pozicích s mnoha pěšci, zatímco střelci se lépe uplatní v otevřených pozicích).
Dalším důležitým faktorem při hodnocení šachové pozice je její pěšcová struktura (někdy zvaná pěšcová kostra), čili konfigurace pěšců na šachovnici. Protože pěšci jsou nejméně pohyblivé kameny, je pěšcová struktura poměrně stabilní a výrazně předurčuje strategickou povahu pozice. Slabiny v pěšcové struktuře, jako jsou izolovaní pěšci (bez pěšců vlastní barvy na sousedních sloupcích), zdvojení pěšci (dva pěšci stejné barvy na jednom sloupci) nebo opoždění pěšci (zaostávající za ostatními pěšci na sousedních sloupcích), bývají obvykle dlouhodobé nebo dokonce trvalé povahy. Proto je třeba se jejich vytvoření bránit, pokud nejsou kompenzovány jinou výhodou, například možností zahájit útok.
Po zhodnocení pozice je potřeba stanovit plán hry a pomocí taktických prostředků ho dosahovat. V zahájení se hráč snaží zejména vyvinout figury, bojovat o centrum a ochránit si svého krále. Plány ve střední hře mohou spočívat v prosazení pěšcových průlomů, přípravě útoku na krále anebo získání nadvlády nad určitými oblastmi šachovnice, jako jsou sloupce (s cílem později proniknout těžkými figurami do tábora soupeře), diagonály nebo některé z křídel šachovnice. Plány v koncovkách pak bývají spojeny s centralizaci krále a prosazením pěšce do dámy, případně se snahou zabránit soupeři, aby proměny pěšce dosáhl.

### Principy taktiky

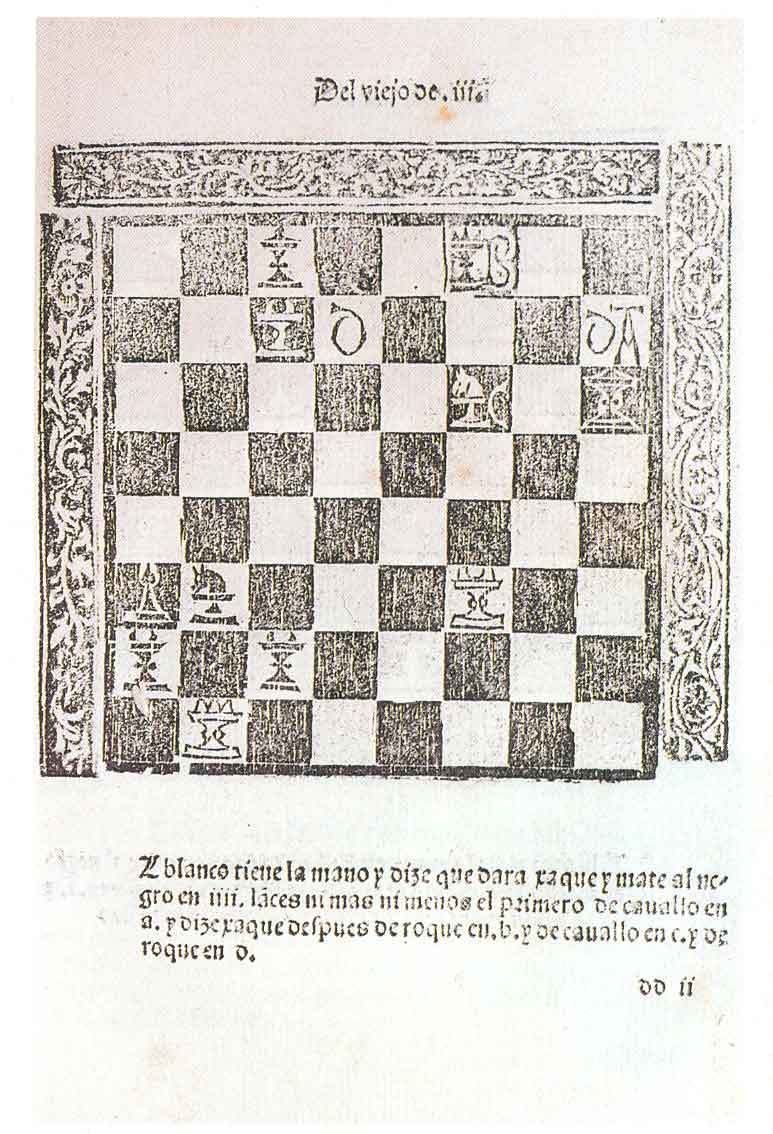
Taktická úloha z Lucenovy knihy z roku 1497

Šachová taktika se obvykle soustřeďuje na krátkodobé akce – tak krátkodobé, že mohou být předem propočítány lidským hráčem nebo počítačem. Hloubka kalkulace přitom ovšem závisí na hráčových schopnostech nebo rychlosti procesoru, ale také na charakteru pozice: v klidných pozicích s mnoha možnostmi na obou stranách není hlubší kalkulace možná, zatímco „taktické“ pozice s omezeným počtem vynucených („forsírovaných“) variant umožňují propočítávat velmi dlouhé posloupnosti tahů.
Prosté jednotahové či dvoutahové taktické akce, jako hrozby, výměny materiálu, dvojité útoky atd., mohou být kombinovány do složitějších variant, taktických manévrů, často z jedné či obou stran vynucených. Teoretici popsali mnoho elementárních taktických metod a typických manévrů, například vazbu (omezení pohybu soupeřova kamene tak, že jeho odtah by znamenal ohrožení jiného soupeřova kamene), vidličky (dvojí úder, kdy jedna figura vytváří současně dvě hrozby, přičemž nelze odvrátit obě zároveň), oběť (tah, kterým hráč soupeři vědomě nabízí možnost získat materiální výhodu, přičemž chce za obětovaný materiál získat výhodu jiného druhu, například útok) a jiné.
Vynucená varianta spojená s obětí a obvykle vyúsťující v hmatatelný zisk se nazývá kombinace. Zajímavé a překvapivé kombinace – jako je ta z Nesmrtelné partie – jsou vnímány jako krásné a jsou předmětem studia a obdivu šachistů. Hledání kombinací je také běžným typem šachové úlohy zaměřené na rozvoj schopností hráče.

## Soutěžní hra
Na světě zná pravidla šachů odhadem 605 milionů lidí, z nichž 7,5 milionů je členy národních šachových federací, existujících ve 160 zemích světa. Šachy tak patří mezi nejpopulárnější sporty vůbec.
Soudobý šach je organizovaný sport s mezinárodními i národními soutěžemi jednotlivců i družstev, amatérskými i profesionálními. Většina zemí má své národní šachové organizace jako například Šachový svaz České republiky, a ty sdružuje Mezinárodní šachová federace (FIDE). FIDE mimo jiné schvaluje oficiální pravidla šachu, udržuje mezinárodní žebříčky hráčů, uděluje mezinárodní šachové tituly, garantuje mistrovství světa v šachu a šachové olympiády.
Pro sestavování žebříčků hráčů se v šachu používá takzvaný rating Elo, jehož autorem byl Arpad Elo. Jde o statistický systém vycházející z předpokladu, že výsledek partie je náhodná veličina závislá na poměru sil mezi soupeři. Elo navrhl způsob, jak z výsledků partií v turnajích zpětně odhadnout sílu hráčů, a jeho systém byl roku 1960 přijat Šachovou federací USA. Protože byl spravedlivější a přesnější než dosavadní systémy, rychle se rozšířil a roku 1970 ho začala využívat FIDE. Dnes je používán i pro jiné sporty než šachy.
Nejlepším šachistům uděluje Mezinárodní šachová federace doživotní tituly. Nejprestižnějším titulem je mezinárodní velmistr (zkráceně velmistr, VM nebo podle angličtiny IGM či GM, International Grandmaster), udělovaný hráčům, kteří dosáhli potřebného počtu vynikajících výkonů v mezinárodních turnajích (tzv. „splnili normy“) a navíc dosáhli ratingu Elo alespoň 2500. Dalšími tituly s méně náročnými podmínkami jsou mezinárodní mistr, mistr FIDE a kandidát mistra. Existují i paralelní ženské tituly, například ženská mezinárodní velmistryně (WGM). Národní šachové federace navíc mohou svým členům udělovat i další čestné tituly a výkonnostní třídy podle místních zvyklostí. V České republice jsou to: mistr / mistryně – kandidát mistra / kandidátka mistryně – I. výkonnostní třída (VT) – II. VT – III. VT – IV. VT.

## Matematika a počítače

Jezdcova procházka, úloha, kterou se zabývali například Euler, de Moivre a Vandermonde

Šachy jsou zajímavé i z hlediska matematiky. Už stovky let jsou známy mnohé kombinatorické a topologické problémy s nimi spojené. Ernst Zermelo je v roce 1913 použil jako oporu své teorie herních strategií, která je považována za jednu z předchůdkyň moderní teorie her.
Počet přípustných pozic v šachu se odhaduje mezi 1043 a 1050, přičemž složitost herního stromu je přibližně 10123, hodnota označovaná jako Shannonovo číslo. V typické herní pozici je k dispozici třicet až čtyřicet možných tahů, ale také nemusí existovat žádné (v případě patu nebo matu) a maximálně jich může být až 218.
Nejdůležitějším matematickým problémem šachu bylo vytvořit algoritmus hrající šachy. Idea stroje hrajícího šachy vznikla už v 18. století; kolem roku 1769 se proslavil automat hrající šachy zvaný Turek, který však byl později odhalen jako podvod. Vážné pokusy založené na automatizační technice jako El Ajedrecista byly příliš složité a omezené, než aby mohly být užitečné.
Od vzniku digitálních počítačů v padesátých letech 20. století vytvářeli šachoví nadšenci a vědci stále dokonalejší šachové programy a šachové stroje. Průlomový článek o počítačovém šachu Programming a Computer for Playing Chess (Programování počítačů hrajících šachy) uveřejnil v roce 1950 Claude Shannon. Píše v něm:

Je ideální začít se šachovým strojem, protože (1) problém je jasně definován jak co do povolených operací (tahy), tak co do konečného cíle (mat); (2) není ani tak jednoduchý aby byl triviální, ani příliš složitý pro uspokojivé řešení; (3) obecně se má za to, že šachy vyžadují pro dobrou hru „myšlení“; řešení tohoto problému nás buď donutí připustit existenci mechanizovaného myšlení, anebo dále omezit náš koncept „myšlení“; (4) diskrétní struktura šachu dobře odpovídá digitální povaze moderních počítačů.

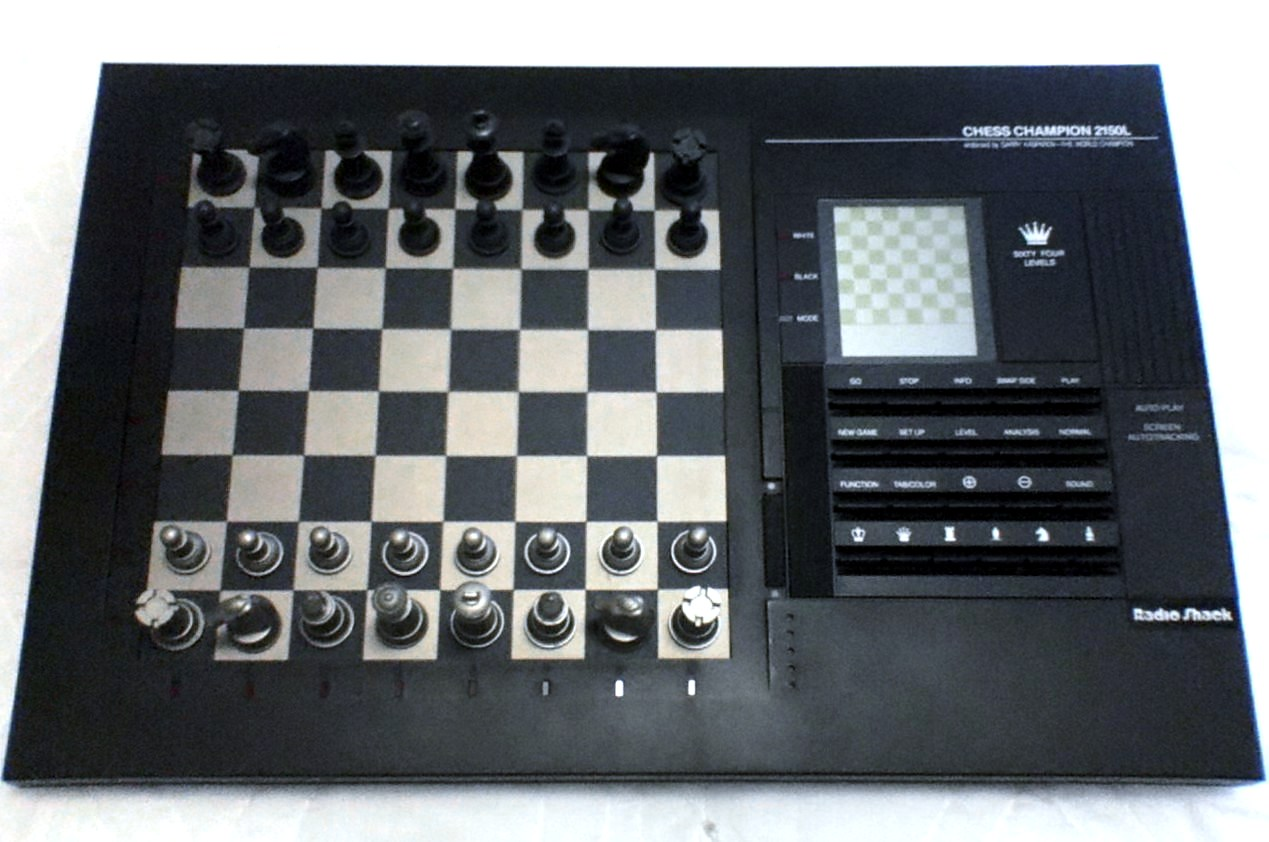
Šachový počítač z roku 1992

Americká Asociace pro výpočetní techniku (Association for Computing Machinery, ACM) pořádala v září 1970 první velký šachový turnaj pro počítače, v němž zvítězil CHESS 3.0, šachový program z Northwestern University. Zatímco nejdříve byly šachové programy považovány za pouhé kuriozity, nyní jsou nejlepší z nich, například Stockfish nebo Leela, mimořádně silnými hráči. Už v roce 1997 prohrál Garri Kasparov, tehdy první hráč světového šachového žebříčku, zápas proti šachovému počítači firmy IBM, neformálně nazývanému Deep Blue. Z hlediska teorie umělé inteligence však byly šachové programy umožňující porazit lidské mistry relativně jednoduché: v zásadě prozkoumávají obrovské počty potenciálních budoucích tahů obou hráčů a na vznikající pozice aplikují vhodnou ohodnocovací funkci (pomocí algoritmu minimax). Později byly na šachy aplikovány i složitější algoritmy jako Monte Carlo tree search a hluboké učení, které obsahuje například program AlphaZero.
Počítače se svými obrovskými databázemi mistrovských partií a mimořádnou analytickou schopností dnes pomáhají lidským hráčům se šachy učit a připravovat se na zápasy. Internetové šachové servery umožňují lidem nacházet partnery z celého světa a hrát s nimi. Přítomnost počítačů a moderních komunikačních prostředků také nastolila nebezpečí podvádění během hry, analogické dopingu v jiných sportech. Známým případem byla kontroverze během mistrovství světa 2006, kdy bylo vysloveno podezření, že jeden z hráčů používá nedovolenou elektronickou podporu na toaletě. Dalšími případy bylo stejné podvádění Gaiozem Nigalidzem a Igorem Rausisem, kterým byl za to udělen distanční trest a byli zbaveni titulu velmistra.

#### Zastřešující organizace
- chess.cz – Šachový svaz České republiky (ŠSČR)
- FIDE.com – Mezinárodní šachová federace (anglicky)
  - Příručka FIDE – elektronicky uveřejňované materiály FIDE od pravidel šachové hry přes pravidla pro turnaje, organizaci a zkoušky rozhodčích, komisí FIDE až po antidopingové testy
  - Pravidla šachu FIDE 2018 (schváleno 2017, Goynuk) – český překlad uveřejněný SŠČR, PDF, 489 kB (anglický originál)
  - Pravidla šachu FIDE 2014 (schválena 2013, Tallin) – český překlad uveřejněný ŠSČR, PDF, 264 kB (anglický origiál)
  - Pravidla šachu FIDE 2009 (schválena 2008, Dresden) – český překlad uveřejněný ŠSČR, PDF, 213 kB (anglický origiál)
  - Rating šachistů FIDE – nejlepších 100 různých disciplín Archivováno 13. 10. 2018 na Wayback Machine. a vyhledávání
- ICCF.com – Mezinárodní federace korespondenčního šachu (anglicky)
- chessprofessionals.org ACP – Asociace šachových profesionálů (anglicky)

#### Zprávy a periodika
- měsíčník Československý šach
- magazín ŠACHinfo (archiv 2014)
- Šachový týdeník, bezplatně rozesílaný e-mailem
- zpravodajství na stránkách novoborského šachového klubu
- zpravodajství na stránkách šachy.cz
- ChessLady.com – zpravodajství ze světa šachu (archiv 2011)
- (anglicky) Chessbase news
- (anglicky) Chessville (archiv 2013)
- (anglicky) The Week in Chess

#### Jiné
- Chessgames.com – online šachová databáze (anglicky)
- Šachy.cz – česká online herna
- Šachy a matematika na serveru MathWorld (anglicky)
- Šachy a umění – galerie (francouzsky, archiv 2012)
- Chess Records – šachové rekordy (anglicky)